# Idade Média

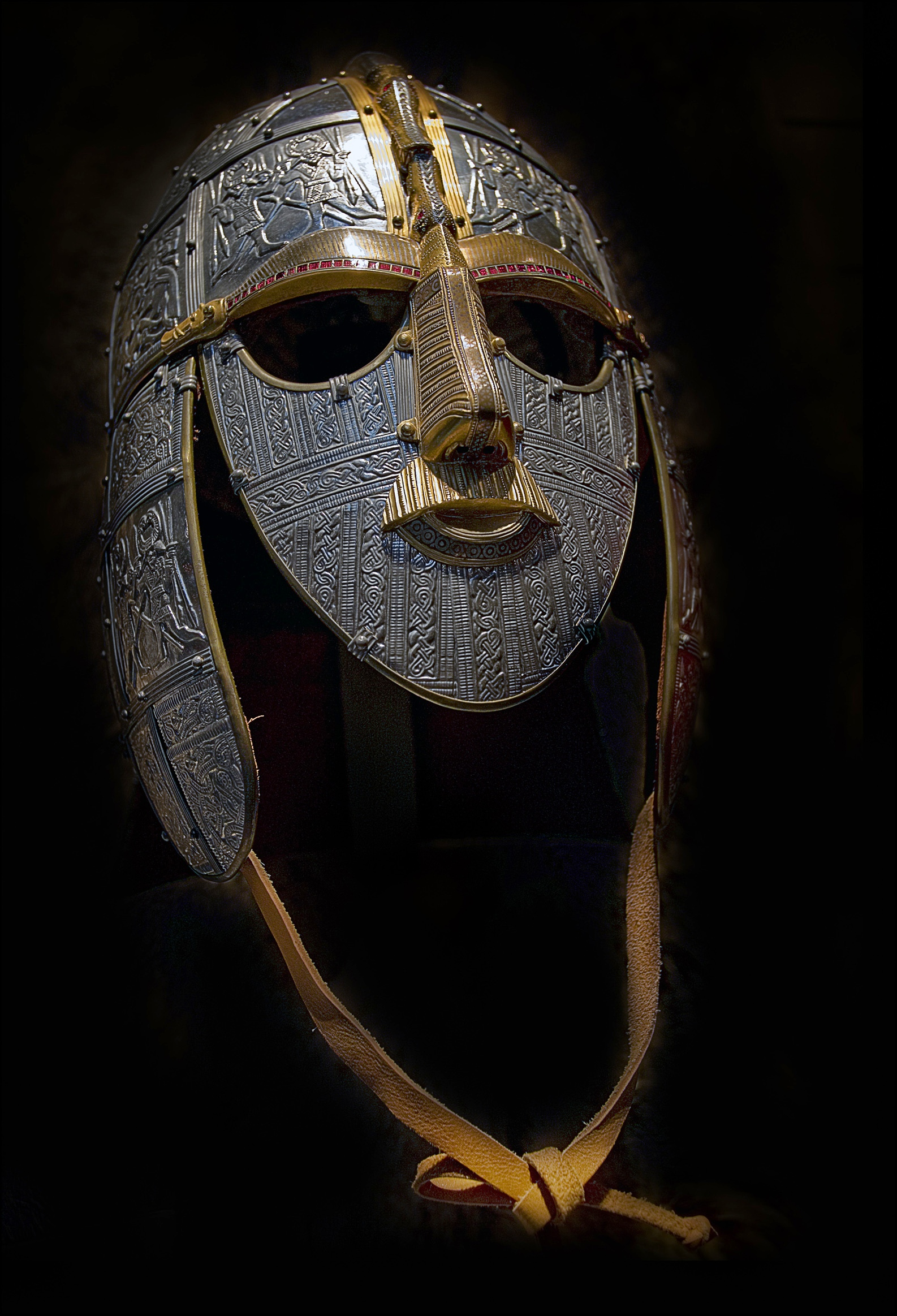
Réplica de um elmo encontrado em Sutton Hoo, na sepultura de um líder anglo-saxão e datado provavelmente de 620, durante a Alta Idade Média

A Idade Média (adj. medieval) é um período da história da Europa, compreendido entre os séculos V e XV. Inicia-se com a Queda do Império Romano do Ocidente e termina durante a transição para a Idade Moderna. A Idade Média é o período intermédio da divisão clássica da História ocidental em três períodos: a Antiguidade, Idade Média e Idade Moderna, sendo frequentemente dividido em Alta e Baixa Idade Média.
Durante a Alta Idade Média verifica-se a continuidade dos processos de despovoamento, regressão urbana, e as invasões bárbaras iniciadas durante a Antiguidade Tardia. Os ocupantes bárbaros formam novos reinos, apoiando-se na estrutura do Império Romano do Ocidente. No século VII, o Norte de África e o Médio Oriente, que tinham sido parte do Império Romano do Oriente, tornam-se territórios islâmicos depois da sua conquista pelos sucessores de Maomé. O Império Bizantino sobrevive e torna-se uma grande potência. No Ocidente, embora tenha havido alterações significativas nas estruturas políticas e sociais, a ruptura com a Antiguidade não foi completa, e a maior parte dos novos reinos incorporaram o maior número possível de instituições romanas preexistentes. O cristianismo disseminou-se pela Europa ocidental e assistiu-se a um surto de edificação de novos espaços monásticos. Durante os séculos VII e VIII, os Francos, governados pela dinastia carolíngia, estabeleceram um império que dominou grande parte da Europa ocidental até ao século IX, quando se desmoronaria perante as investidas de Víquingues do norte, Magiares de leste, e Sarracenos do sul.
Durante a Baixa Idade Média, que teve início depois do ano 1000, verifica-se na Europa um crescimento demográfico muito acentuado e um renascimento do comércio, à medida que inovações técnicas e agrícolas permitem uma maior produtividade de solos e colheitas. É durante este período que se iniciam e consolidam as duas estruturas sociais que dominam a Europa até ao Renascimento: o senhorialismo — a organização de camponeses em aldeias que pagam renda e prestam vassalagem a um nobre — e o feudalismo — uma estrutura política em que cavaleiros e outros nobres de estatuto inferior prestam serviço militar aos seus senhores, recebendo como compensação uma propriedade senhorial e o direito a cobrar impostos em determinado território. As Cruzadas, anunciadas pela primeira vez em 1095, representam a tentativa da cristandade em recuperar dos muçulmanos o domínio sobre a Terra Santa, tendo chegado a estabelecer alguns estados cristãos no Médio Oriente. A vida cultural foi dominada pela escolástica, uma filosofia que procurou unir a fé à razão, e pela fundação das primeiras universidades. A obra de Tomás de Aquino, a pintura de Giotto, a poesia de Dante e Chaucer, as viagens de Marco Polo e a edificação das imponentes catedrais góticas estão entre as mais destacadas façanhas deste período.
Os dois últimos séculos da Baixa Idade Média ficaram marcados por várias guerras, adversidades e catástrofes. A população foi dizimada por sucessivas carestias e pestes; só a peste negra foi responsável pela morte de um terço da população europeia entre 1347 e 1350. No seio da Igreja, Grande Cisma do Ocidente teve consequências profundas na sociedade e foi um dos fatores que estiveram na origem de inúmeras guerras entre estados. Assistiu-se também a diversas guerras civis e revoltas populares dentro dos próprios reinos. O progresso cultural e tecnológico transformou por completo a sociedade europeia, concluindo a Idade Média e dando início à Idade Moderna.
Desde o Renascimento a Idade Média tem sido repetidamente condenada como uma era de obscurantismo, tirania, violência, declínio econômico, degeneração moral e confusão política. A partir do Romantismo, no século XIX, o período passou a ser reavaliado e muitos dos seus aspectos têm sido revalorizados, mas nem sempre com um juízo crítico imparcial e objetivo, persistindo muitos dos estereótipos e preconceitos que caracterizaram a historiografia ao longo dos séculos precedentes, e que ainda definem em larga medida a visão sobre a Idade Média na cultura popular. Leituras distorcidas e falseadas de seus valores, costumes e tradições também têm sido usadas para legitimar ideologias messiânicas, pseudocientíficas, reacionárias e extremistas de natureza política, étnica, religiosa, social e cultural. Apesar dessas distorções, os assuntos medievais têm atraído uma legião de simpatizantes entre o público leigo, têm dado inspiração para romances, filmes, documentários e outras produções, o acervo de arte e arquitetura medieval se tornou uma importante atração turística em muitos países, e o tema já produziu uma vasta bibliografia acadêmica, que não cessa de crescer.

## Etimologia e periodização
A Idade Média é um dos três grandes períodos definidos pelo mais comum quadro de análise de história europeia: a Idade Antiga, ou Antiguidade, a Idade Média e a Era Moderna, que compreende as idades Moderna e Contemporânea.

### Evolução do conceito
Os escritores medievais dividiam a História em períodos como as "Seis Épocas", e consideravam a sua a última época antes do fim do mundo, e denominavam-na "moderna". Na década de 1330, o poeta e humanista Petrarca denominava a era anterior ao cristianismo por "antiqua" (ou "antiga") e o período cristão por "nova". O primeiro historiador a definir a periodização tripartida foi Leonardo Bruni na sua História do Povo Florentino em 1442. Bruni, e historiadores posteriores, argumentaram que Itália se tinha desenvolvido significativamente desde o tempo de Petrarca e acrescentaram um terceiro período à sua divisão. O mais antigo registo conhecido do termo Idade Média data de 1469, sendo grafado como media tempestas ou "tempos médios". Durante a sua introdução, foi comum a coexistência de várias variantes, como medium aevum, registada em 1604, ou media scecula, registada em 1625. A periodização tripartida tornar-se-ia padrão após a publicação em 1683 da obra História Universal Dividida nos Períodos Antigo, Medieval e Novo da autoria do historiador alemão Christoph Cellarius.

### Datas de início e fim
A data consensual para o início da Idade Média é 476, definida pela primeira vez por Bruni, e que representa o ano em que é deposto o último imperador romano do Ocidente. No contexto europeu, considera-se normalmente o fim da Idade Média no ano 1500, embora não haja um consenso universal alargado sobre a data. Dependendo do contexto, podem ser considerados como eventos de transição a primeira viagem de Cristóvão Colombo às Américas em 1492, a conquista de Constantinopla pelos Turcos em 1453, ou a Reforma Protestante em 1517. Por outro lado, os historiadores ingleses normalmente referem-se à batalha de Bosworth em 1485 como referência para o fim do período. Em Espanha, é comum o recurso ao ano de 1516, aquando a morte do rei Fernando II de Aragão, ou o ano da morte da rainha Isabel I de Castela em 1504, ou ainda a conquista de Granada em 1492.
Os historiadores de línguas românicas tendem a dividir a Idade Média em duas partes: um primeiro período, a Alta Idade Média (do século V até o século X) e um segundo período, a Baixa Idade Média (do século XI até o século XV). Os historiadores anglo-saxónicos dividem normalmente a Idade Média em três segmentos: "Early Middle Ages", ou "idade média arcaica", definido entre 476 e o ano 1000; "High Middle Ages", ou "alta idade média", entre o ano 1000 e 1300; e "Late Middle Ages" ou "Idade média tardia" entre 1300 e 1453. Os termos foram popularizados durante o início do século XX pelo historiador belga Henri Pirenne e pelo holandês Johan Huizinga. Durante todo o século XIX, a Idade Média era frequentemente referida como a "Idade das trevas", mas com a criação de subdivisões o uso do termo ficou restrito ao período arcaico.

## Queda do Império Romano

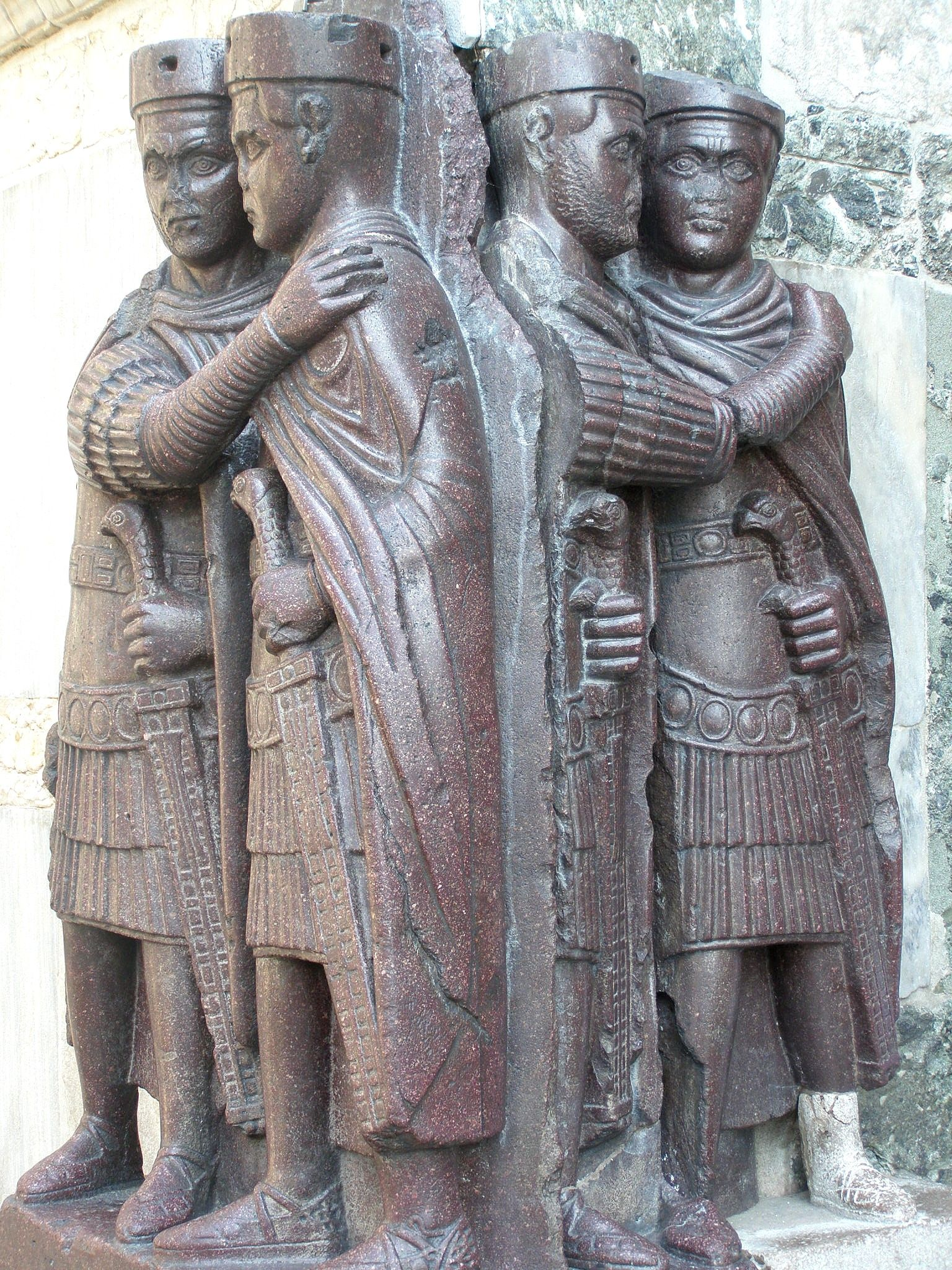
Os Tetrarcas, escultura em pórfiro do século IV, originalmente alojada em Constantinopla. Em Veneza desde a Quarta Cruzada de 1204

O Império Romano atingiu o seu apogeu e máxima extensão territorial durante o século II, mas durante os dois séculos seguintes verificar-se-ia o lento declínio do domínio territorial romano sobre os seus territórios. A crise económica, refletida na inflação, e instabilidade nas fronteiras motivada pela pressão de povos invasores, estiveram na origem da crise do terceiro século, períodos em que um vasto número de imperadores ascendia ao trono apenas para ser rapidamente substituído por novos usurpadores. O orçamento militar aumentou constantemente ao longo de todo o terceiro século, sobretudo na sequência de uma nova guerra contra o Império Sassânida, iniciada em meados do século. A necessidade de receitas levou à aplicação de uma sobretaxa fiscal e ao declínio em massa da classe média, proprietária de terrenos e unidades de produção, extinguindo-se assim o financiamento das estruturas administrativas de cada povoação.
No ano de 286, o imperador Diocleciano divide o império em duas metades, oriental e ocidental, administradas separadamente. No entanto, os próprios cidadãos e administradores públicos não viam o seu império como dividido, e as promulgações legais e administrativas de uma parte eram consideradas válidas na outra. Este sistema, que viria a ter dois coimperadores seniores (augustos) e dois coimperadores juniores (césares), seria conhecido como tetrarquia. Em 330, depois de um período de guerra civil, o imperador Constantino tornar-se-ia imperador único e refundaria a cidade de Bizâncio como Constantinopla, a nova e renovada capital oriental.
As reformas de Diocleciano criaram uma administração pública forte, a reforma da cobrança de impostos, e o fortalecimento do exército, o que permitiu ganhar algum tempo mas não resolveu por completo os problemas que enfrentava: tributação excessiva, queda da taxa de natalidade e pressão fronteiriça. Em meados do século IV, tornou-se constante a deflagração de guerras civis entre imperadores rivais, retirando forças das fronteiras e dando espaço à infiltração de bárbaros. No século IV, a sociedade romana era já bastante diferente da do período clássico, assistindo-se ao aumento das desigualdades sociais e ao declínio de vitalidade das cidades pequenas. O império converte-se também ao cristianismo, um processo gradual que decorreu entre os séculos II e V.

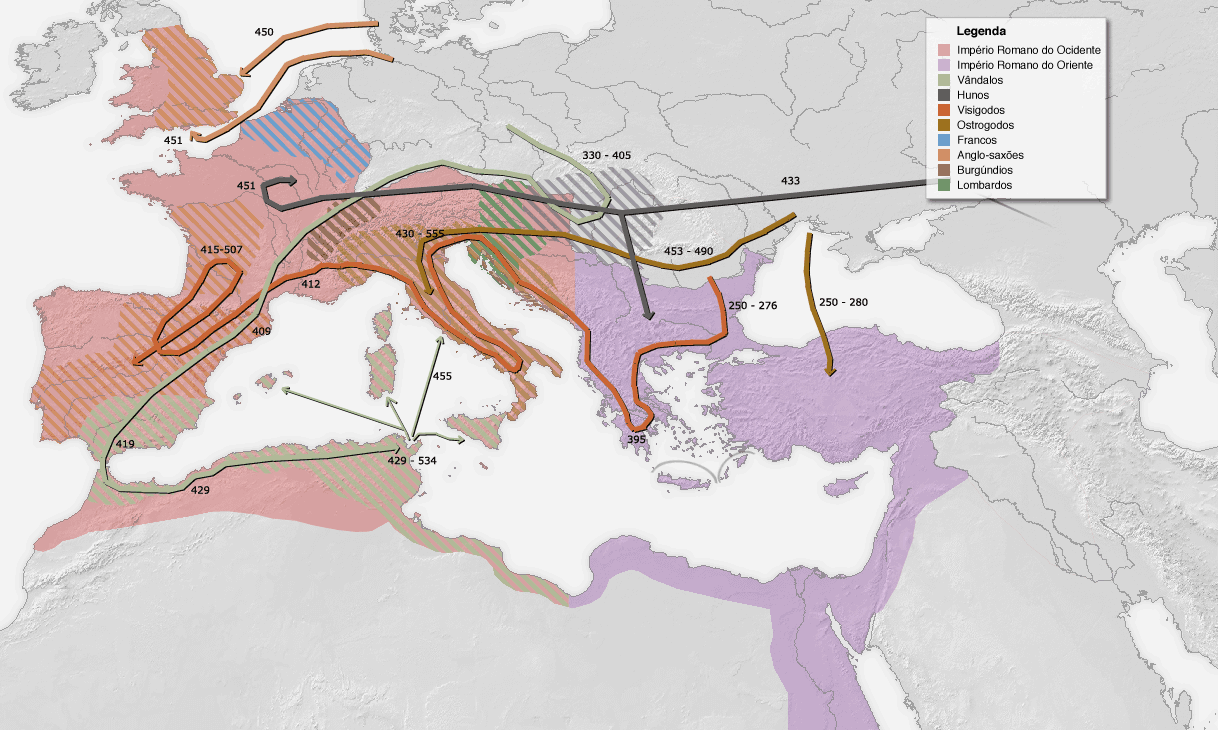
Migrações bárbaras em território romano entre os séculos IV e V

Império Bizantino com as conquistas de Justiniano (laranja claro)

Em 376, os Ostrogodos, em debanda dos Hunos, são autorizados pelo imperador romano Valente a estabelecer-se na província romana de Trácia, nos Balcãs. O processo não decorreu de forma pacífica, e quando os administradores romanos perderam o controlo da situação, os Ostrogodos deram início a uma série de pilhagens e vandalismos no território. Valente, numa tentativa de fazer cessar a violência, foi morto em combate na batalha de Adrianópolis em agosto de 378. Para além da ameaça bárbara do norte, constituíram também ameaças à estabilidade as divisões internas dentro do próprio império, sobretudo dentro da Igreja Cristã. No ano 400, os Visigodos sob Alarico invadem o Império do Ocidente e, embora inicialmente repelidos de Itália, em 410 saqueiam a cidade de Roma. A par destes eventos, Alanos, Vândalos e Suevos resolvem atravessar o Reno em 406, dominando o território da Gália até 409, quando atravessam os Pirenéus, instalando-se também na Península Ibérica. Vários outros grupos bárbaros tomam igualmente parte nas intensas migrações deste período. Os Francos, Alamanos e Burgúndios têm como destino o norte da Gália enquanto os Anglos, Saxões e Jutos se estabelecem nas Ilhas Britânicas. Os Hunos, liderados pelo rei Átila, o Huno, organizam invasões aos Balcãs em 442 e 447, à Gália em 451, e a Itália em 452. A ameaça dos Hunos prolongou-se até à morte de Átila em 453, quando a confederação por si liderada se fragmenta. Estes movimentos levados a cabo pelas várias tribos reorganizaram de forma dramática o mapa político e demográfico do que tinha sido o Império Romano do Ocidente.
Por volta do fim do século V, a parte ocidental do império estava já dividida em pequenas unidades políticas, governadas pelas tribos que as haviam ocupado durante o início do século. O último imperador do Ocidente, Rómulo Augusto, foi deposto em 476, evento que leva à adoção consensual desse ano como o fim do Império Romano do Ocidente. O Império Romano do Oriente, referido como Império Bizantino depois da queda do seu correspondente ocidental, mostrou pouca eficácia no controlo dos territórios ocidentais perdidos. Embora os imperadores bizantinos tenham mantido pretensões territoriais e afirmado que nenhum rei bárbaro podia ousar tornar-se imperador do Ocidente, não conseguiam de forma alguma sustentar qualquer domínio a Ocidente, excetuando-se a reconquista temporária da península Itálica e da periferia mediterrânea por Justiniano I.

## Alta Idade Média

### Novas sociedades

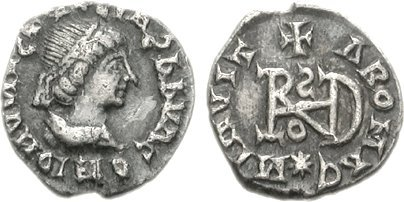
Síliqua de r.

A estrutura política da Europa Ocidental alterou-se significativamente com o fim da união do Império Romano. Embora as atividades dos povos bárbaros sejam frequentemente descritas como "invasões", não se trataram de meras campanhas militares, mas sim migrações de populações inteiras para o território do império. A migração foi facilitada pela recusa das elites romanas em financiar o seu exército. Os imperadores do século V eram na maior parte dos casos controlados por militares influentes como Estilicão, Ricímero, Gundebaldo ou Áspar, quase sempre estrangeiros ou de ascendência estrangeira. Após a interrupção da linha de sucessão, muitos dos reis que os substituíram provinham igualmente de forças militares. Era também comum o casamento entre os novos reis e as elites romanas locais. Isto deu origem a uma incorporação gradual dos hábitos das tribos invasoras na cultura romana, incluindo assembleias populares que permitiram aos líderes tribais ter uma voz ativa em matérias políticas. Os artefactos deixados por Romanos ou pelos invasores são na sua maioria similares, sendo nítida a inspiração dos objetos tribais nos modelos romanos. De igual modo, a maior parte da cultura intelectual dos novos reinos baseava-se directamente nas tradições intelectuais romanas. No entanto, uma diferença substancial foi a perda gradual de rendimento tributário em função das novas políticas. Muitas das novas instituições governativas já não financiavam os seus exércitos com o dinheiro proveniente de impostos, mas com a atribuição de terras ou senhorios. Isto levou ao desaparecimento do sistema de colecta de impostos, uma vez que deixou de haver necessidade para cobranças ou cálculos de grande envergadura. O belicismo era comum entre reinos e dentro dos próprios reinos. A escravatura entrou também em declínio, à medida que a oferta se reduzia e a sociedade se tornava cada vez mais rural.

Europa em 526: a Europa Ocidental, antes controlada majoritariamente pelo Império Romano, neste momento estava dividida entre os povos bárbaros que ali se assentaram durante o século V

Entre os séculos V e VIII, uma nova vaga de governantes preenche o vazio político deixado pela administração central romana. Os Ostrogodos estabelecem-se na província romana de Itália no fim do século V, sob o comando de Teodorico, e dão início a um reino notável pela cooperação entre Itálicos e Ostrogodos, pelo menos durante o seu reinado. Os Burgúndios estabelecem-se na Gália, e depois de um primeiro reino dizimado pelos Hunos em 436, formam um novo na década de 440 entre a atual Genebra e Lyon, e que durante o início do século VI se viria a tornar num dos mais influentes reinos da região. No norte da Gália, os Francos e os Bretões formam pequenos reinos. O Reino Franco centra-se no noroeste da Gália e o primeiro reinante do qual se possui informação relevante é Quilderico I, que viria a morrer em 481. Durante o reinado do seu filho, Clóvis I, o reino franco expande-se e converte-se ao cristianismo. Os Bretões, procedentes da Britânia, estabelecem-se no que é hoje a Bretanha. Os Visigodos estabelecem o seu reino em grande parte da Península Ibérica, sendo o noroeste peninsular ocupado pelo Reino Suevo e o norte de África pelo Reino Vândalo. Durante o século VI, os Lombardos estabelecem-se no norte de Itália, substituindo o Reino Ostrogótico por um grupo de ducados responsáveis pela eleição de um rei comum. Por volta do fim do século VI, este sistema foi substituído por uma monarquia permanente.
A migração europeia significou uma alteração profunda do mapa demográfico da Europa, embora o povoamento não tenha sido homogéneo. Algumas regiões, como a Península Ibérica, albergaram um número de colonos muito maior quando comparado com outras regiões. A ocupação da Gália foi também superior e em maior densidade no noroeste do que no sudeste. Os povos Eslavos ocuparam a Europa Central e de Leste até à península Balcânica. Esta migração foi também acompanhada por alterações profundas na língua. O latim, língua oficial do Império Romano do Ocidente, foi gradualmente substituído por várias línguas de raiz latina, embora já bastante distintas, denominadas coletivamente por línguas românicas. No entanto, a evolução do latim para as novas línguas como o francês, português ou romeno foi um processo que ocorreu ao longo de séculos, e atravessou uma série de fases. O grego permaneceu como língua oficial do Império Bizantino, mas as migrações dos Eslavos permitiram a assimilação de línguas eslavas no leste europeu.

### Império Bizantino

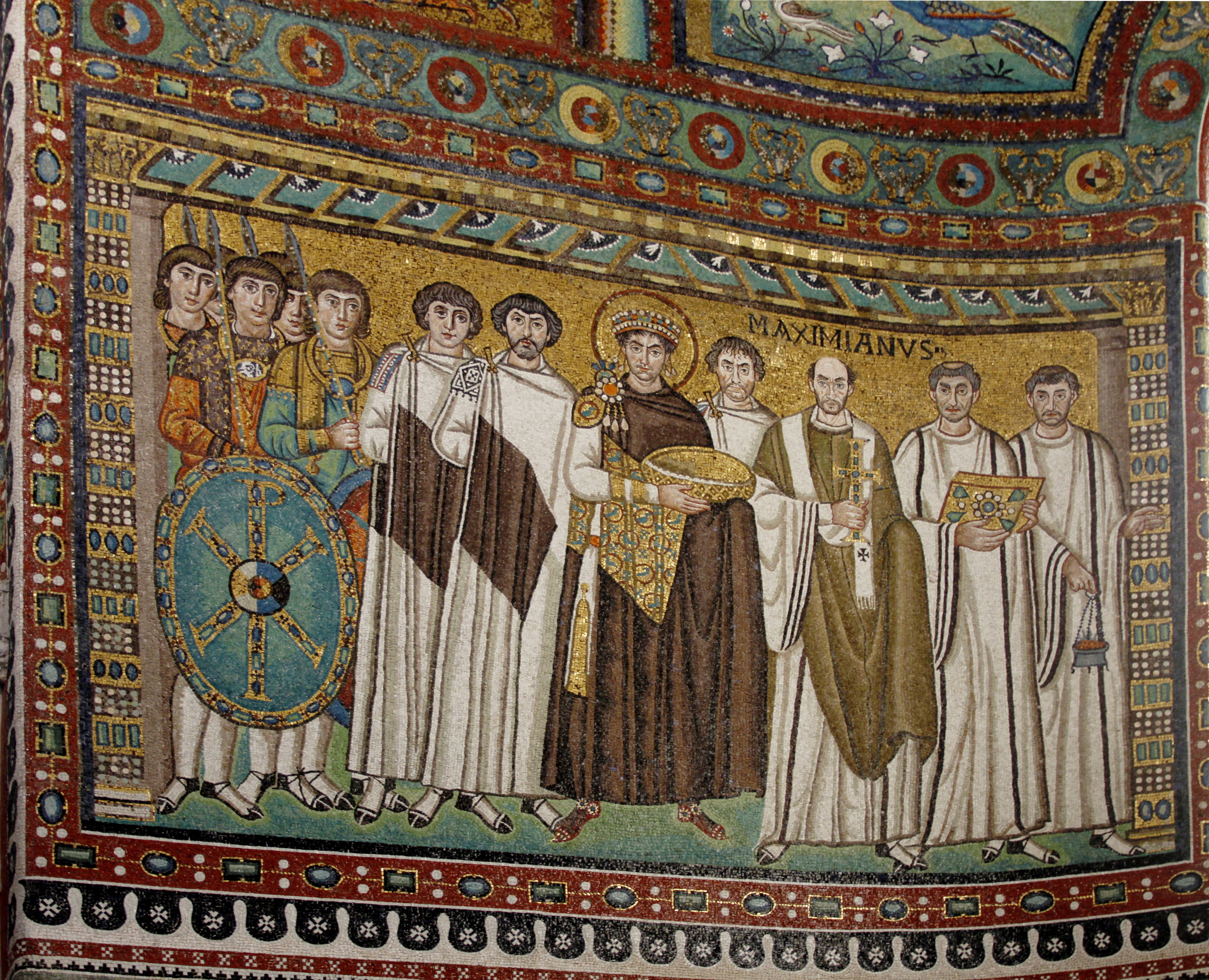
Mosaico onde se pode observar o imperador Justiniano com o bispo Maximiano, governador de Ravena, a par com a sua guarda pessoal e membros da corte

À medida que a Europa Ocidental assistia à formação de novos reinos, o Império Romano do Oriente manteve-se intacto, chegando até a verificar-se um renascimento económico que perdurou até ao início do século VII. Na parte oriental houve menos tentativas de invasão, e a maioria centrou-se sobretudo na zona dos Balcãs. Durante todo o século V, a paz foi constante com o Império Sassânida (persa), oponente ancestral de Roma no domínio territorial da região. Assistiu-se também ao estreitamento de relações entre a governação política e a Igreja Cristã, tendo no Oriente as questões doutrinais assumido um relevo sem paralelo na Europa ocidental. A nível jurídico, procedeu-se à codificação do direito romano, tendo sido completado o Código de Teodósio em 438. No reinado de Justiniano procede-se a uma compilação ainda mais detalhada, conhecida como Corpus Juris Civilis. Justiniano impulsionou também a edificação da Santa Sofia em Constantinopla e a reconquista do Norte de África aos Vândalos e de Itália aos Ostrogodos, sob o comando de Belisário. A conquista de Itália sofreu um revés devido à deflagração de uma pandemia em 542, que levou à concentração dos recursos na defesa do território já conquistado.
A progressiva infiltração dos povos Eslavos nos Balcãs trouxe consigo dificuldades acrescidas. Embora tenha começado por pequenas invasões, por volta de 540 as tribos eslavas encontravam-se já na Trácia e na Ilíria, e em 551 viriam a derrotar um dos exércitos imperiais perto de Adrianópolis (atual Edirne). Durante a década de 560, os Ávaros iniciam uma expansão territorial a partir da margem Norte do rio Danúbio, e por volta do fim do século VI até ao fim do século VIII são já a força dominante na Europa Central e capazes de exigir aos imperadores Orientais o pagamento de tributos. Outro dos mais notáveis problemas enfrentados pelo império foi o envolvimento do imperador Maurício (r. 582–602) na política persa, ao intervir numa disputa sucessória. Embora a ascensão de Cosroes II ao trono persa tenha significado um breve período de paz, a sua subsequente deposição levou a uma nova guerra com os Persas, que, durante o reinado de Heráclio, dominavam já grande parte do império a oriente, incluindo as províncias do Egito, da Síria e da Ásia, quando Jerusalém caiu, em 614. Mais tarde, em 628, Heráclio assinaria um tratado de paz que restauraria as anteriores fronteiras imperiais.

### Fervor religioso e expansão islâmica

A expansão do Califado Islâmico

Durante os séculos VI e VII é frequente a permeabilidade de credos religiosos entre o Império Sassânida e o Império Bizantino. O judaísmo era uma fé missionária ativa, e a cristandade possuía missões que competiam com o zoroastrismo persa na procura de conversões, sobretudo entre habitantes da península da Arábia. Com a emergência do Islão na Arábia durante a vida de Maomé, assistir-se-ia à unificação religiosa da região. Depois da morte de Maomé em 632, as forças islâmicas conquistaram grande parte do Império Oriental, bem como o Império Sassânida, começando com a conquista da Síria em 634-635 e mais tarde de todo o território até ao Egito em 640-641, a própria Pérsia entre 637 e 642, o Norte de África no fim do século VII e a Península Ibérica em 711. Em 714, as forças islâmicas controlavam já a maior parte da Península, região que denominaram por Alandalus.
A expansão islâmica atingiu o apogeu em meados do século VIII. A derrota das forças muçulmanas na batalha de Poitiers em 732 proporcionou a reconquista do sul de França pelos Francos, embora o principal fator para a interrupção da expansão islâmica na Europa tenha sido a deposição da dinastia omíada e a sua substituição pela dinastia abássida. Os Abássidas transferiram a sua capital para Bagdade e concentraram o seu interesse no Médio Oriente em desfavor da Europa, ao mesmo tempo que perdiam o domínio de uma vasta extensão territorial. Os descendentes dos Omíadas obtiveram o domínio da Península Ibérica, os Aglábidas do norte de África e os Tulúnidas passaram a governar o Egito. Em meados do século VIII, assiste-se ao renascimento e aparecimento de novas rotas comerciais no Mediterrâneo, tendo as antigas rotas romanas sido substituídas pelo comércio entre os reinos dos Francos e dos Árabes. Os francos negociavam madeiras, peles, armamento e escravos para os Árabes, em troca de sedas e vários géneros de tecidos, especiarias e metais preciosos. O primeiro registo de venda de escravos ao mundo muçulmano - pelos venezianos - data a cerca de 748. Durante os dois séculos seguintes, o tráfico de escravos iria tornar-se um negócio lucrativo tanto para europeus como para árabes, apesar da desaprovação da Igreja.

### Comércio e economia
As migrações bárbaras dos séculos IV e V interromperam grande parte das rotas comerciais no Mediterrâneo, o que fez cessar a exportação de mercadorias africanas para a Europa. Por volta do início do século VII, apenas em algumas cidades costeiras como Roma e Nápoles era possível encontrar ainda bens importados, embora ao longo de todo o século as conquistas muçulmanas fizessem cessar em definitivo as trocas comerciais de longo curso, fazendo com que durante a Alta Idade Média aumentasse a procura pela produção local, sobretudo nas áreas afastadas do Mediterrâneo. Os bens importados encontrados nos vestígios arqueológicos são fundamentalmente artigos de luxo. Na Europa do Norte, não só as rotas comerciais eram locais, como os bens transportados eram artigos comuns, com poucos objetos cerâmicos ou produtos transformados. Em redor do Mediterrâneo, contudo, o comércio de cerâmica foi comum e realizado a alguma distância, e não apenas de produção local.
Os vários estados germânicos no Ocidente cunhavam moeda segundo os modelos romano e bizantino. O ouro continuou a ser usado até finais do século VII, até ser substituído por moedas de prata. A unidade elementar da moeda de prata Franca era o dinheiro, enquanto os anglo-saxões usavam o pêni, moedas que se disseminaram pela Europa entre os séculos VII e X. Nem o bronze nem o cobre eram usados na cunhagem, e o ouro só continuou a ser usado na Europa do Sul. Também não eram cunhadas moedas com valores múltiplos.

### Igreja e monaquismo

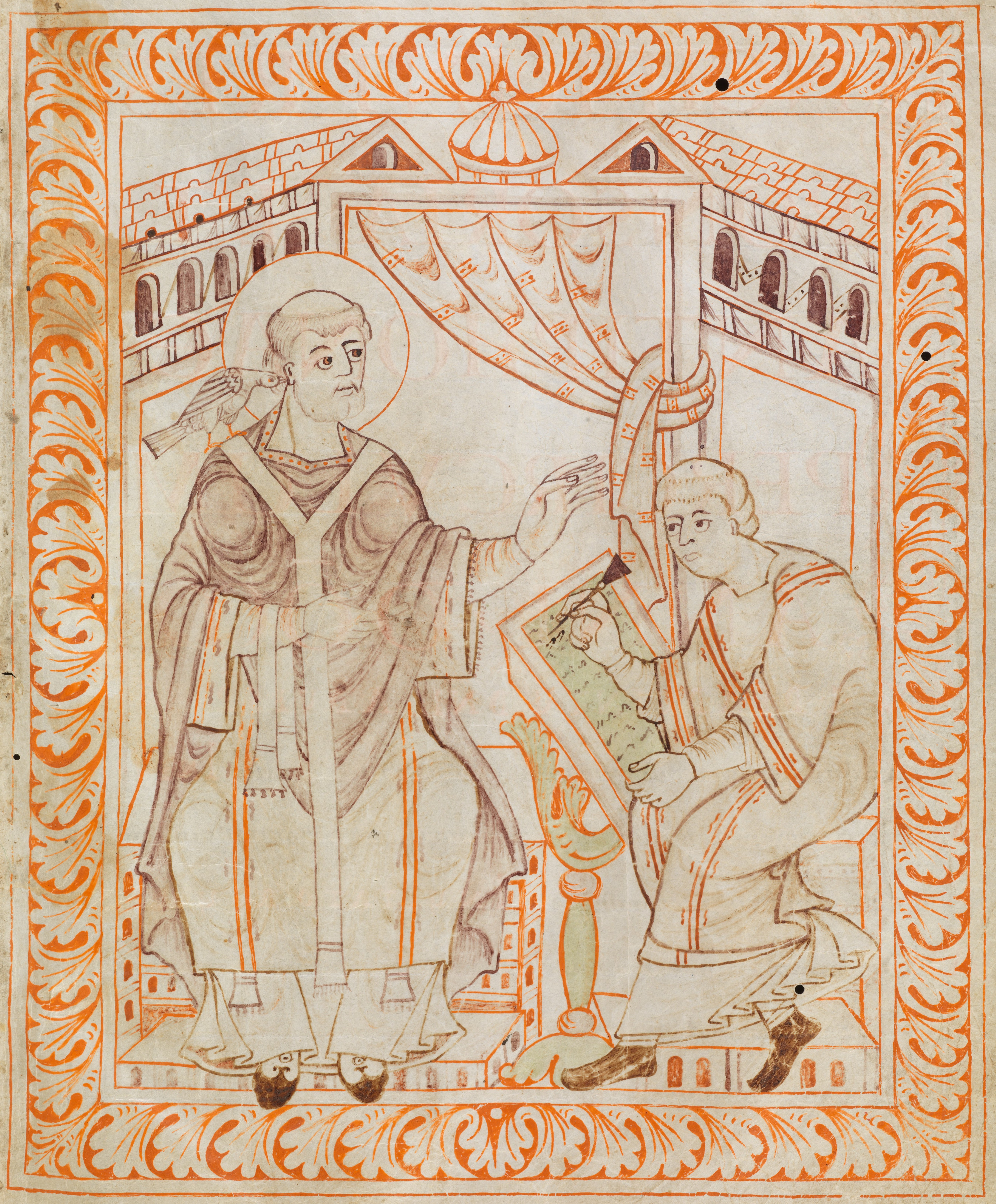
Iluminura do século XI representando o

A cristandade foi o fator determinante de unidade entre a Europa oriental e ocidental antes da conquista árabe; no entanto, a perda do domínio do Mediterrâneo viria a estagnar as rotas comerciais marítimas entre as duas regiões. A própria Igreja Bizantina, que viria a tornar-se na Igreja Ortodoxa, era distinta em termos de práticas, liturgia e língua da sua congénere ocidental, que viria a tornar-se na Igreja Católica. As diferenças teológicas e políticas tornam-se cada vez mais vincadas, e em meados do século VIII a abordagem de matérias como a iconoclastia, o casamento de sacerdotes e a separação de poderes entre a Igreja e o Estado era de tal forma contrastante que as diferenças culturais e religiosas eram já em maior número do que as semelhanças. A separação formal ocorre em 1054, quando o Papado de Roma e o patriarcado de Constantinopla se confrontam abertamente e se excomungam mutuamente, facto que está na origem da cisão da cristandade em duas igrejas – a Igreja Católica Romana e a Igreja Ortodoxa Oriental.
A estrutura eclesiástica do Império Romano no ocidente sobreviveu relativamente intacta às invasões bárbaras, mas o papado pouca autoridade exercia, sendo raros os bispos ocidentais que procuravam no papa liderança religiosa ou política. A maior parte dos papas anteriores a 750 debruçava-se sobretudo sobre questões bizantinas e teológicas orientais. A grande maioria das mais de 850 cartas hoje conservadas do papa Gregório I dizem respeito a assuntos em Itália ou Constantinopla. A única região da Europa Ocidental onde o papado exercia influência era a província romana da Britânia, para onde Gregório envia em 597 a missão gregoriana com o intuito de converter os Anglo-saxões ao cristianismo. Os missionários irlandeses, que entre os séculos V e VII foram os mais ativos na Europa ocidental, foram autores de várias campanhas de cristianização, primeiro nas Ilhas Britânicas e depois no continente. Contando entre si monges como São Columba e São Columbano, não só fundaram um imenso número de mosteiros, mas também foram os responsáveis pela divulgação do latim e do grego e autores profícuos de obras seculares e religiosas.
Durante a Alta Idade Média assiste-se à implementação do monaquismo no Ocidente, inspirado sobretudo pela tradição monástica dos Padres do Deserto Sírios e Egípcios. São Pacómio foi durante o século IV um dos pioneiros do cenobitismo, o monaquismo praticado em redor de uma comunidade espiritual. Os ideais monásticos são rapidamente difundidos do mediterrâneo para a Europa durante os séculos V e VI através da documentos hagiográficos como a A Vida de Antão. São Bento de Núrsia foi o autor da Regra de São Bento, extremamente influente no monaquismo ocidental durante todo o século VI, onde são descritas em detalhe as responsabilidades administrativas e espirituais de uma comunidade de monges, liderada por um abade. Os mosteiros exerceram uma influência profunda na vida religiosa e política da Alta Idade Média, tutelando vastas regiões em nome de famílias poderosas, atuando como centros de propaganda e de apoio monárquico em regiões recentemente conquistadas, e organizando missões de evangelização. Eram também o principal, e por vezes único, centro de educação e literacia em determinada região, copiando também muitos dos manuscritos sobreviventes dos clássicos romanos. Os monges, como São Beda, foram também autores de inúmeras novas obras de história, teologia, botânica e vários outros temas.

### A Europa Carolíngia
Sob o domínio da dinastia merovíngia durante os séculos VI e VII, o reino dos Francos no norte da Gália segmentar-se-ia nos reinos da Austrásia, da Nêustria e Borgonha. O século VII representou um período instável de guerra civil entre a Austrásia e a Nêustria. A situação foi explorada por Pepino de Landen, mordomo do palácio que se tornaria governante de facto nos bastidores da coroa. A sua linhagem herdou sucessivamente o cargo, atuando como conselheiros e regentes. Um dos seus descendentes, Carlos Martel, liderou a vitória na batalha de Poitiers em 732, contendo o avanço muçulmano nos Pirenéus. O exército muçulmano tinha já conquistado por completo o reino Visigótico de Hispânia em 719, depois de derrotar o último monarca visigodo, Rodrigo, durante a batalha de Guadalete em 711. As Ilhas Britânicas encontravam-se divididas em vários estados de pequena dimensão, dominados pelos reinos da Nortúmbria, Mércia, Wessex e Anglia Oriental, descendentes dos ocupantes Anglo-saxões. Alguns reinos de menores dimensões, no que é hoje a Escócia e o País de Gales, encontravam-se ainda sob domínio dos nativos britânicos e dos Pictos. A Irlanda estava dividida em unidades políticas de ainda menor dimensão, controladas por reis locais. Estima-se que tenha havido a determinado ponto cerca de 150 reinos locais apenas na Irlanda, de importância e dimensão variável.

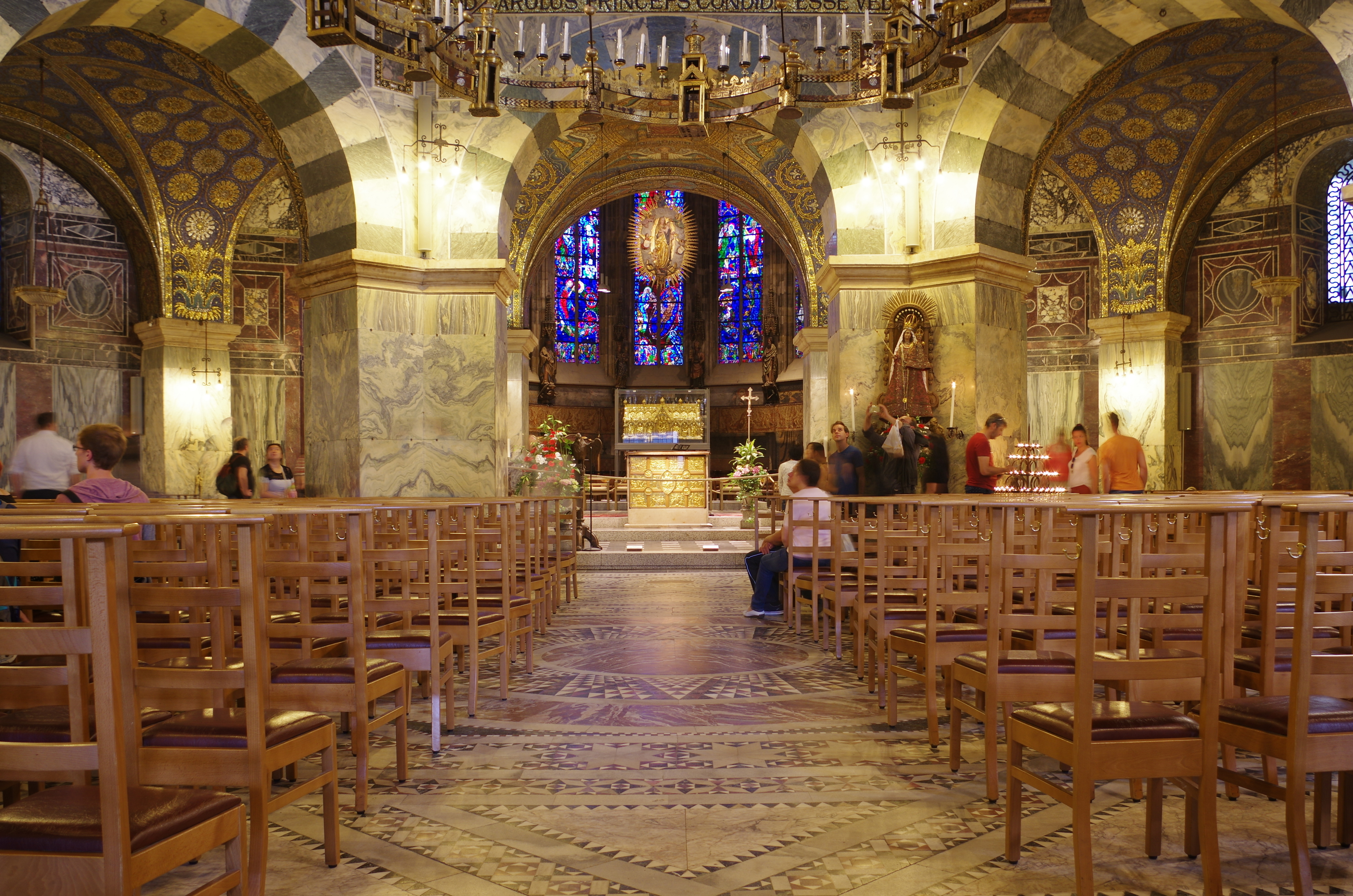
Capela palatina em Aquisgrano, concluída em 805

A dinastia carolíngia, como são referidos os sucessores de Carlos Martel, apoderou-se oficialmente dos reinos da Austrásia e da Nêustria em 753 durante um golpe de Estado liderado por Pepino III. Uma crónica contemporânea afirma que Pepino recebeu autorização para o golpe do Papa Estêvão II. O golpe foi apoiado por propaganda que retratava os Merovíngios como governantes cruéis e inaptos, exaltando as virtudes de Carlos Martel e da piedade da sua família. Depois da morte de Pepino, o reino é herdado pelos seus dois filhos, Carlos e Carlomano. Quando Carlomano morreu de causas naturais, Carlos impediu a sucessão do seu filho menor e coroou-se a si próprio como rei da Austrásia e Nêustria unidas. Carlos, que viria a ser conhecido como Carlos, o Grande ou Carlos Magno, iniciou em 774 uma série de expansões sistemáticas que unificariam grande parte da Europa, chegando a dominar toda a extensão territorial no que é atualmente a França, norte de Itália e Saxónia. Ainda em 774, conquista os lombardos, libertando o papado dos receios de uma conquista lombarda e dando início aos Estados Papais.
A coroação de Carlos Magno como imperador, no dia de Natal do ano 800, é vista pelos historiadores como um dos grandes momentos de charneira na história medieval, marcando a restauração do Império Romano do Ocidente, uma vez que o novo imperador governava a maior parte do território anteriormente controlado pelos imperadores ocidentais. Marca também uma alteração significativa na relação de poderes entre Carlos Magno e o Império Bizantino, ao tornar claro que a obtenção do título de imperador afirmava a sua equivalência perante a contraparte oriental. No entanto, existiam diferenças significativas entre o novo Império Carolíngio e tanto o Império Bizantino como o antigo Império Romano do Ocidente. Os territórios francos eram essencialmente rurais, existindo muito poucos núcleos urbanos, e os existentes eram de pouca dimensão. As técnicas agrícolas eram rudimentares, e a maior parte dos habitantes eram camponeses em explorações minifundiárias. O comércio era incipiente e na sua maioria virado para as Ilhas Britânicas ou para os territórios escandinavos, ao contrário do antigo Império Romano, que dispunha de uma vastíssima rede de comércio centrada no Mediterrâneo. A administração do império estava centrada numa corte itinerante que acompanhava o imperador, e o poder local estava nas mãos de cerca de 300 oficiais designados por condes, administrando cada um dos condados em que o território fora repartido. Os bispos e o próprio clero podiam exercer funções administrativas, e o poder de supervisão estava também delegado nos missi dominici, homens de confiança da corte que serviam de intermediários entre o poder local e central.

### Renascimento Carolíngio
A corte de Carlos Magno em Aquisgrano foi o centro de um movimento de revitalização cultural denominado Renascimento Carolíngio. Durante este período assiste-se a um aumento expressivo da literacia, ao florescimento da arte e da arquitectura, a um elevado número de iniciativas legislativas e a uma maior expressão da produção escrita. Alcuíno de Iorque foi convidado para a corte, trazendo consigo a educação clássica em latim dos mosteiros da Nortúmbria. Foi implementada a minúscula carolíngia, uma nova forma caligráfica unificada que melhorou substancialmente a comunicação escrita em grande parte do território europeu. Carlos Magno impôs também às igrejas a liturgia romana e o canto gregoriano como forma unificada de celebração. A comunidade académica foi autora de muitos trabalhos de cópia, correção e divulgação de obras de referência de temas religiosos e seculares, com o intuito de encorajar a aprendizagem. São também produzidas imensas obras originais, sobretudo livros de ensino e sobre temas religiosas. Os linguistas do período adaptam a língua latina, transformando o latim clássico do Império Romano numa forma mais flexível. Durante o reino de Carlos Magno, a língua era já tão divergente da forma clássica que mais tarde se convencionaria denominar por latim medieval.

### Desagregação do Império Carolíngio
Apesar de Carlos Magno ter previsto manter a tradição franca da partilha do reino por todos os herdeiros, apenas um dos seus filhos, Luís I, o Piedoso, se encontrava vivo em 813. No mesmo ano, Carlos Magno coroa Luís como seu sucessor, tendo morrido no ano seguinte. O seu longo reinado de 26 anos seria marcado por várias divisões internas do império entre os seus filhos e, após 829, por várias guerras civis entre grupos de alianças de pais e filhos contra outros herdeiros, em disputa sobre o domínio de várias partes do império. A determinada altura, Luís reconheceu como imperador o seu filho mais velho Lotário I e cedeu-lhe o território de Itália. Luís distribuiu o restante império entre Lotário e Carlos II, o seu filho mais novo. Lotário assumiu o domínio da Frância Oriental, a leste do Reno, deixando a Carlos a Frância Ocidental, o território a oeste da área do Reno e dos Alpes. Ao filho do meio, Luís o Germânico, que havia iniciado disputas constantes, foi-lhe permitida a regência da Baviera, ainda que sob tutela do seu irmão mais velho. Esta divisão viria mais tarde a ser contestada. Pepino II da Aquitânia, neto do imperador, rebelou-se na tentativa de conquistar a Aquitânia, enquanto Luís o Germânico tentou anexar a Frância Oriental. Luís I morreria em 840, com o império em convulsão.
À sua morte seguiu-se uma guerra civil de três anos, que culminaria com a assinatura do Tratado de Verdun em 843. O tratado determinou a criação de um reino entre os rios Reno e o Ródano administrado por Lotário em conjunto com as suas posses de Itália, e o reconhecimento do seu título imperial. Luís o Germânico assumiu o controlo da Baviera e das terras orientais da atual Alemanha. Carlos recebeu o território ocidental franco, no que é hoje grande parte da França. Os netos e bisnetos de Carlos Magno dividiriam por sua vez os seus reinos pelos seus descendentes, o que viria a desagregar toda a coesão interna alcançada neste período.
A desagregação do Império Carolíngio foi acompanhada por invasões, migrações e incursões de forças externas. As costas atlântica e norte foram cobiçadas pelos Víquingues, que já se haviam instalado no norte das Ilhas Britânicas e na ilha da Islândia. Em 911, o líder víquingue Rolão recebeu permissão do rei franco Carlos, o Simples para estabelecer uma colónia no território que viria a ser a Normandia. Os territórios orientais dos reinos francos, sobretudo a Alemanha e a Itália, estiveram sob constante ataque dos povos Magiares até à sua derrota na batalha de Lechfeld em 955. A fragmentação do Califado Abássida trouxe consigo a desagregação do mundo islâmico numa série de pequenos estados políticos, alguns dos quais que viriam a expandir-se para a Itália e Sicília, chegando mesmo a instalar colónias nos Pirenéus e em áreas nas fronteiras a sul dos reinos francos (Fraxineto, por exemplo).

### Os novos reinos e o renascimento do Império Bizantino

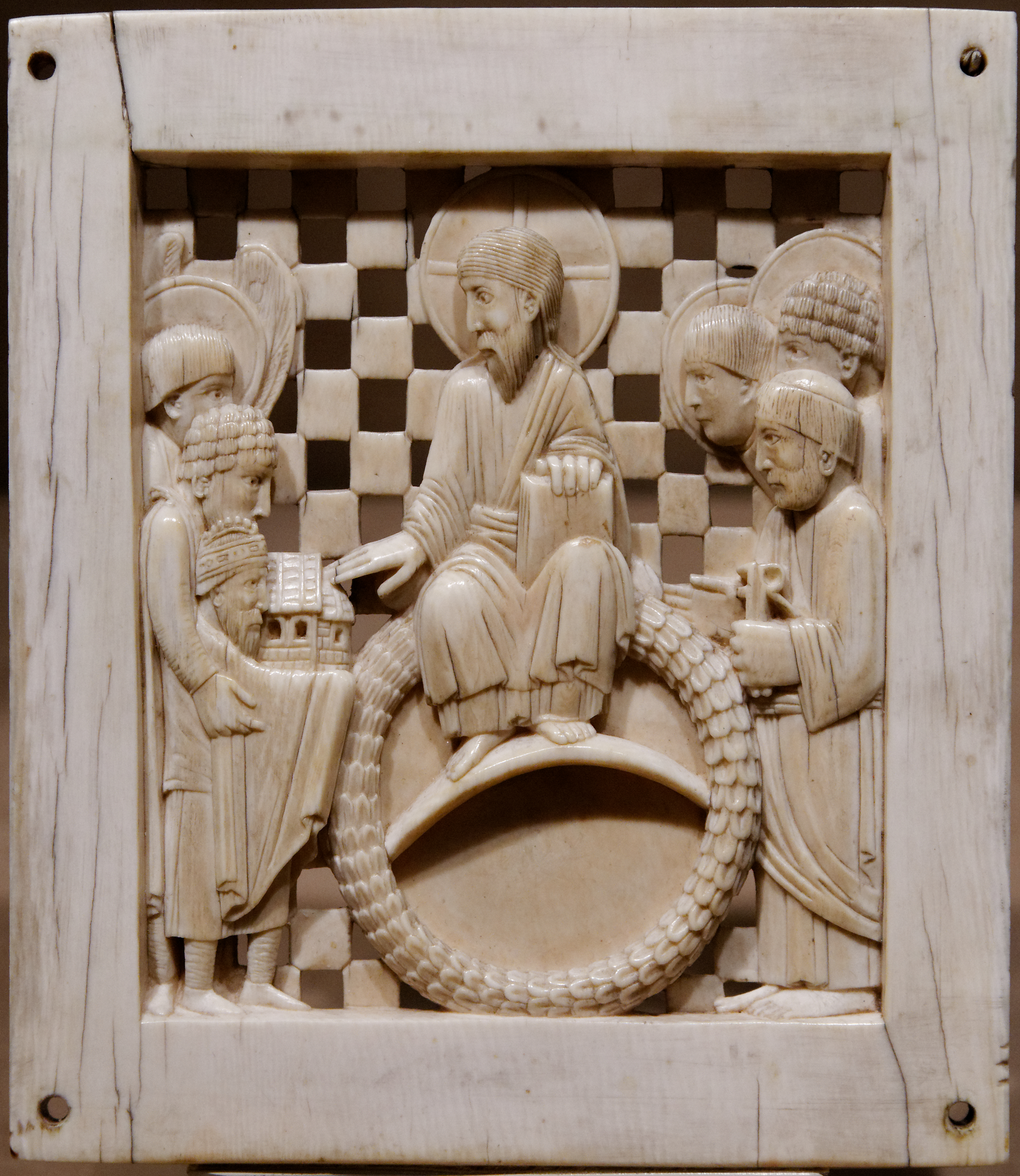
Peça de marfim otoniana do século X, mostrando Cristo a receber a Catedral de Magdeburgo das mãos do imperador r.

Os esforços dos reinos locais para repelir os invasores levaram à formação de novas entidades políticas. Em Inglaterra, o rei Alfredo obteve no final do século VIII um acordo com os invasores Víquingues, que previa o estabelecimento de colónias dinamarquesas na Nortúmbria, Mércia e partes da Ânglia Oriental. Em meados do século X, os descendentes de Alfredo tinham já reconquistado a Nortúmbria e restabelecido o domínio inglês sobre a maior parte do Sul da ilha. A Norte, Kenneth I uniu os Pictos e os Escoceses no Reino da Escócia. Durante o início do século X, a dinastia otoniana dominava já a Germânia e procurou repelir as invasões magiares. O restabelecimento do território culminou com a coroação de Otão I (r. 936–973) como imperador em 962. Em 972, Otão garantiu o reconhecimento do título pelo Império Bizantino, e legitimou o facto com o casamento do seu filho Otão II (r. 961–983) com Teofânia Escleraina, filha do anterior imperador Bizantino Romano II. Depois de um período de instabilidade, o Reino Itálico seria colocado sob influência otoniana em finais do século X. A Frância ocidental fragmentou-se ainda mais, e embora de jure tenha existido uma corte, grande parte do poder estava entregue a senhores locais.
Ao longo dos séculos IX e X os reinos escandinavos da Suécia, Dinamarca e Noruega foram conquistando território e influência. Alguns dos monarcas converteram-se ao cristianismo, fruto do esforço missionário do mesmo período, embora o processo de cristianização só tenha sido completo por volta do ano 1000. Os reinos escandinavos continuaram também a estabelecer colónias ao longo do território europeu; para além das já existentes na Irlanda, Inglaterra e Normandia, colonizaram também a Islândia e em territórios que viriam a fazer parte da Rússia. Mercadores suecos chegaram a estabelecer-se nos rios das estepes russas e mesmo a tentar cercar Constantinopla em 860 e 907. A Espanha cristã, inicialmente confinada a um pequeno território a norte depois da conquista muçulmana, começou a reconquistar território a sul durante os séculos IX e X, estabelecendo durante o processo os reinos das Astúrias e de Leão.
Na Europa de Leste, o Império Bizantino assistiu a um novo período de apogeu durante o reinado de Basílio I, o Macedônio (r. 867–886) e dos seus descendentes Leão VI, o Sábio (r. 886–912) e Constantino VII (r. 913–959), membros da dinastia macedónica. O comércio intensificou-se e implementou-se uma reforma administrativa uniforme a todas as províncias do império. O exército foi reorganizado, o que permitiu aos imperadores João I (r. 969–976) e Basílio II Bulgaróctono (r. 976–1025) alargar a sua extensão territorial em todas as frentes. A corte imperial foi o centro do revivalismo clássico, momento que viria a ficar conhecido como Renascimento macedónico. Os esforços missionários tanto de clérigos orientais como ocidentais estiveram na origem da conversão dos Morávios, Búlgaros, Boémios, Polacos, Magiares e os povos eslavos do Rússia de Quieve. A cristianização destes povos viria a contribuir para a fundação dos estados políticos no território destes povos – a Grande Morávia, o Império Búlgaro, a Boémia, Polónia, Hungria e a própria Rússia de Quieve.

### Arte e arquitectura

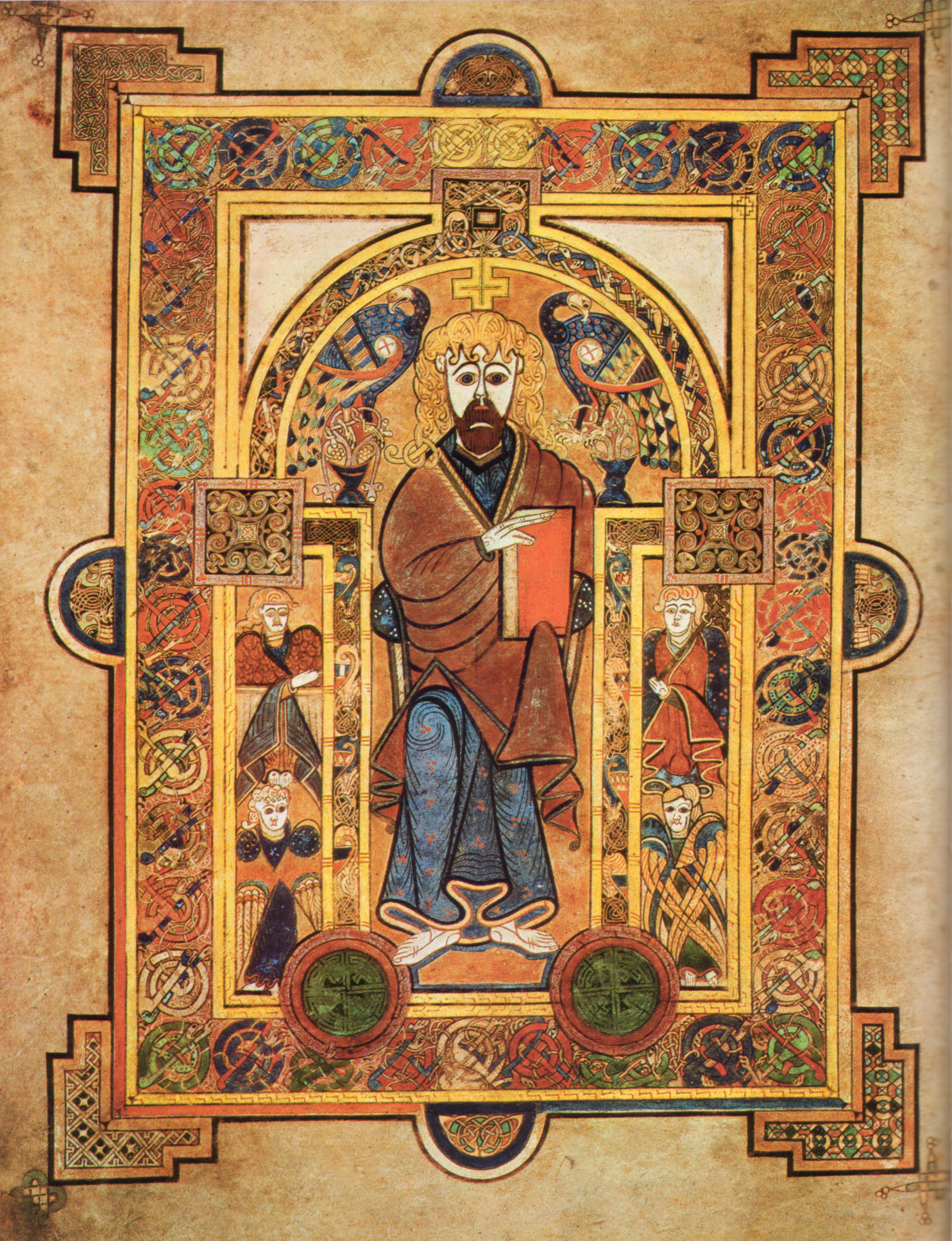
Um folio do Livro de Kells, uma iluminura do fim do século VIII ou início do século IX

Aos programas das grandes basílicas do século IV sucede-se um período de súbita diminuição de escala nas edificações que se prolongará até ao século VIII, sendo muito raros os programas de grandes edifícios. Por outro lado, verifica-se um surto construtivo de edifícios de pedra de menor escala durante os séculos VI e VII. Por volta do século VIII, a forma basilical é recuperada para os templos religiosos no Império Carolíngio. A mais significativa inovação formal foi a introdução do transepto, o corpo saliente perpendicular à nave que confere à planta a sua forma de cruz. São também introduzidas as torres de cruzeiro e um pórtico monumental de entrada no templo, normalmente na fachada ocidental do edifício.
A produção de arte carolíngia estava restrita a um pequeno grupo de encomendadores na corte, e aos mosteiros e igrejas dos quais eram mecenas ou patronos. Foi marcada por um esforço em fazer reviver a dignidade e classicismo da Roma imperial e da arte bizantina, e influenciada em simultâneo pela arte insular das Ilhas Britânicas, conjugando os motivos ornamentais celtas e germânicos com formas e suportes mediterrânicos, e definindo já grande parte das formas artísticas que permaneceriam na arte Ocidental até o fim da Idade Média. Até os nossos dias chegaram sobretudo iluminuras e entalhes em marfim, inicialmente adornos de objetos metálicos. As peças em metais preciosos estavam entre as mais prestigiadas formas artísticas, mas fruto sobretudo da necessidade de metal que levou à sua fundição, são poucos os exemplos que chegaram até nós, sendo os mais comuns algumas cruzes como a Cruz de Lotário, vários relicários e alguns sítios arqueológicos extremamente ricos em artefactos de metal como Sutton Hoo em Inglaterra, Gourdon em França, Guarrazar em Espanha e Nagyszentmiklós na fronteira do Império Bizantino. Há ainda vários exemplares de broches presentes em fíbulas, peça fundamental de adorno pessoal das elites. Os livros com a maior riqueza decorativa eram sobretudo evangeliários, tendo chegado até nós uma quantidade assinalável de exemplares, como o Livro de Kells ou os Evangelhos de Lindisfarne, ou o Código Áureo de São Emeram, um dos poucos a conservar intacta a sua encadernação de ouro cravejado de pedras preciosas. Foi também durante a corte de Carlos Magno que terá sido admitida a escultura monumental na arte cristã, uma alteração crucial e que se manifestaria já no fim do período na presença comum de estatuária em tamanho real nas igrejas, como a Cruz de Gero.

### Progresso tecnológico e militar
Ao longo do final do Império Romano, os principais progressos militares consistiram na tentativa de criação de uma força de cavalaria eficiente e no desenvolvimento de grupos altamente especializados no seio das forças militares. A criação de cavaleiros protegidos por armadura, semelhantes aos catafractários persas, teve lugar no século V. As diversas tribos invasoras possuíam exércitos bastante distintos; por exemplo, os exércitos anglo-saxónicos que invadiram as ilhas britânicas eram constituídos fundamentalmente por infantaria, enquanto os Vândalos e Visigodos tinham uma percentagem muito grande de cavalaria. Durante o início das migrações o estribo ainda não tinha sido introduzido no exército, o que limitava a utilidade da cavalaria enquanto tropa de choque por não ser possível aplicar a totalidade da força do cavalo e do cavaleiro. A mais profunda alteração militar durante o período das migrações foi a adoção do arco composto huno em substituição da versão cítia, mais fraca. Outra inovação foi a adoção progressiva do montante, da cota de malha e da armadura lamelar.
A infantaria e a cavalaria ligeira perderam progressivamente importância durante o início do período carolíngio. Inversamente, a cavalaria pesada foi ganhando cada vez mais importância nos exércitos. Durante este período, diminuiu também o recurso a grupos de milícias, recrutados à força entre a população livre. Embora muitos dos exércitos carolíngios fossem montados, pensa-se que uma grande proporção tenha sido apenas infantaria montada, e não verdadeira cavalaria. A nível tecnológico, uma das principais mudanças durante o fim da Alta Idade Média foi o reaparecimento da besta e a introdução do estribo. Outro avanço tecnológico, com implicações muito para além do campo militar, foi a introdução da ferradura, que permitiu usar cavalos em terreno rochoso.

### Sociedade ocidental

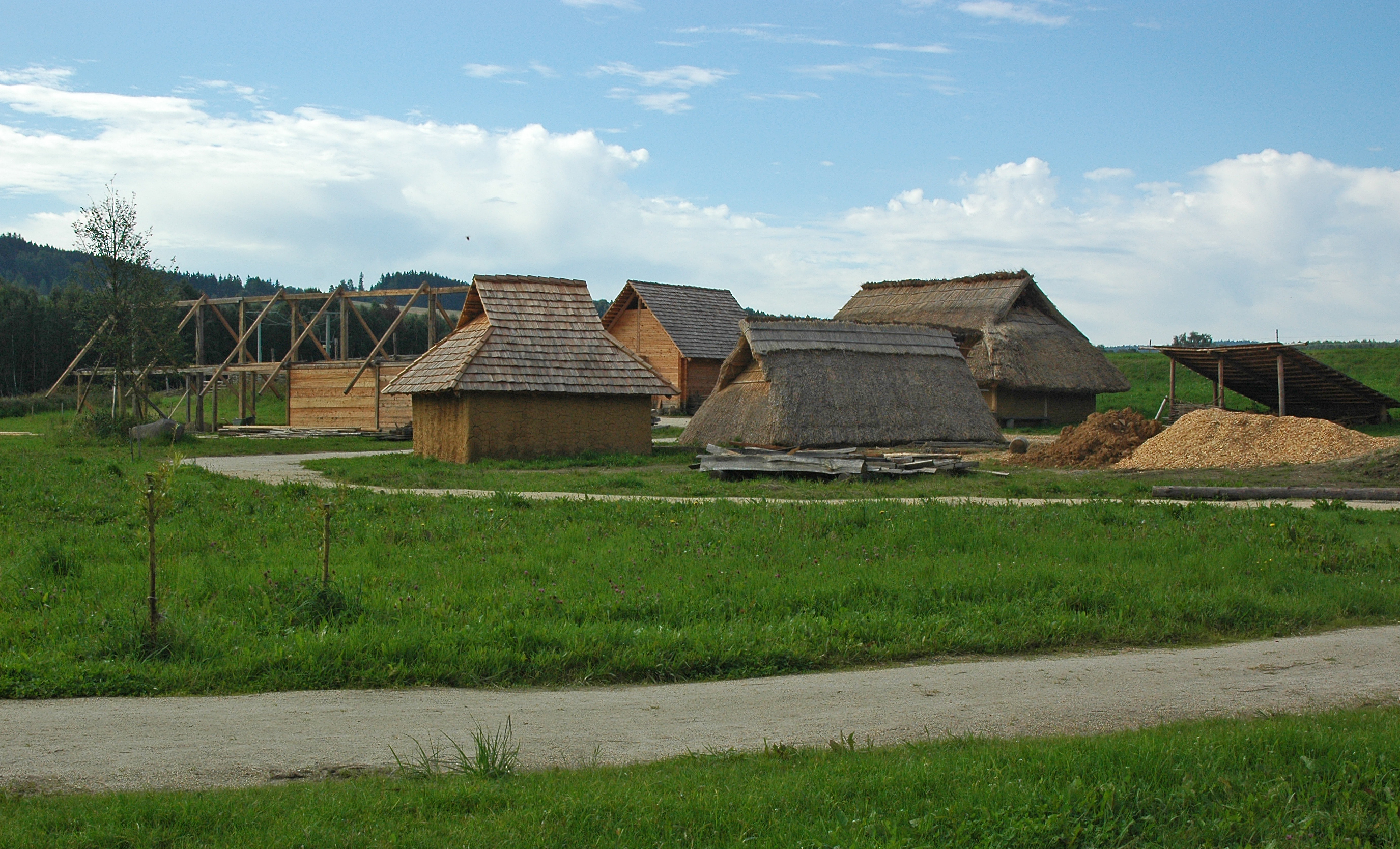
Reconstrução de uma aldeia medieval na Baviera

Na Europa ocidental, grande parte das antigas famílias das elites romanas desapareceu, ao mesmo tempo que outras se envolviam cada vez mais com assuntos religiosos e menos com matérias seculares. Os valores ligados à educação e literacia latinas praticamente desapareceram e, embora a literacia continuasse a ser importante, torna-se uma competência prática em vez de um símbolo de estatuto social. No século IV, Jerónimo sonhou que Deus o tinha repreendido por gastar mais tempo a ler Cícero do que a Bíblia. No século VI, Gregório de Tours afirmava que tinha tido um sonho semelhante, sendo castigado por tentar aprender estenografia. Em finais do século VI, os principais meios de instrução religiosa são já a música e a arte, em vez do livro. Grande parte da produção literária reproduzia obras clássicas, embora tenham sido criadas inúmeras obras originais e composições orais, atualmente desaparecidas. Entre as obras proeminentes deste período estão as de Sidónio Apolinário, Cassiodoro e Boécio.
A cultura aristocrática também sofreu alterações. A cultura literária perde significado enquanto estatuto social. Os laços familiares entre as elites eram importantes, assim como os valores de lealdade, coragem e honra. Estes laços estão na origem e prevalência de um grande número de disputas na Europa ocidental, embora muitos terminassem rapidamente contra o pagamento de uma compensação. A nobreza apoiava a formação de grupos de guerreiros (comitato) destinados a ser a elite dos exércitos.
A sociedade camponesa está muito menos documentada do que a nobreza. Grande parte do conhecimento atual deve-se à arqueologia, sendo raros os documentos escritos sobre a vida das classes inferiores anteriores ao século IX. As principais fontes são os códigos de direito ou as crónicas das classes superiores. A distribuição de terras no Ocidente não era uniforme, havendo áreas muito fragmentadas enquanto noutras existiam blocos contíguos de grande dimensão. Estas diferenças permitiram o desenvolvimento de sociedades camponesas muito diferentes entre si, umas controladas pela aristocracia, enquanto outras com elevado nível de autonomia. A distribuição populacional também variava significativamente. Algumas comunidades rurais chegavam a ter 700 habitantes, enquanto outras consistiam apenas num pequeno número de famílias ou quintas isoladas. Diferente do que ocorria no período romano, não havia um vínculo legal relativo ao estatuto social e era possível a uma família camponesa ascender à aristocracia, por exemplo, ao longo de várias gerações de serviço militar dedicado a um senhor influente.
A vida nas cidades e a cultura urbana sofreu um declínio acentuado a partir da queda do Império Romano. Embora as cidades italianas continuassem a ser povoadas, o número de habitantes diminuiu drasticamente. Roma, por exemplo, passou de uma população de centenas de milhar para apenas 30 000 habitantes no final do século VI. Os templos e basílicas foram convertidos em locais de culto cristãos. Na Europa do Norte, as cidades também se contraíram, ao mesmo tempo que monumentos e espaços públicos eram destruídos para obtenção de materiais de construção. No entanto, a instituição de novos reinos muitas vezes proporcionava o crescimento das cidades escolhidas para capital.

## Baixa Idade Média

### Sociedade e economia

Iluminura representando três classes sociais da sociedade medieval: o clero religioso, um cavaleiro da nobreza e os camponeses. As relações entre estas classes regia-se pelo feudalismo e senhorialismo

Durante toda a Baixa Idade média, e até ao surto epidémico do século XIV, a população Europeia cresceu a um ritmo sem precedentes. As estimativas apontam para um crescimento de 35 para 80 milhões entre os anos 1000 e 1347. Têm sido identificadas como causas prováveis a melhoria nas técnicas agrícolas, a relativa paz e ausência de invasões, o declínio da escravatura e um extenso período de clima moderado e aumento da temperatura média. Apesar deste crescimento, cerca de 90% da população era ainda eminentemente rural embora, de forma progressiva, as quintas isoladas tenham dado lugar a pequenas comunidades como aldeias ou vilas, e tenha sido comum a agregação em volta de propriedades senhoriais. A população urbana, ainda muito escassa durante a Alta Idade Média, cresce assinalavelmente durante os séculos XII e XIII, a par da expansão urbana e da fundação de imensos centros populacionais, embora ao longo de todo o período seja provável que nunca tenha excedido os 10% da população total.
A estrutura social e económica tinha por base as relações feudais. Embora não fosse proprietária, a nobreza detinha os direitos de exploração e tributação de grande parte dos terrenos agrícolas. Os servos obtinham o direito a cultivar e habitar as terras de determinada família nobre mediante o pagamento de uma renda na forma de trabalho, géneros ou moeda. Em troca, recebiam proteção económica e militar. Ao longo dos séculos XI e XII, estas terras, ou feudos, tornam-se hereditárias. Em muitas regiões, ao contrário do que acontecia na Alta Idade Média, a dificuldade em dividi-las pelos herdeiros faz com que passem a ser herdadas apenas pelo primogénito. Dentro da própria nobreza, verifica-se a existência de uma hierarquia de vassalagem através da suserania, onde são concedidas terras ou estruturas de importância económica para exploração a um nobre menor, em troca da sua vassalagem e fidelidade. O domínio da nobreza durante este período deve-se em grande parte ao controlo das terras agrícolas e dos castelos, ao serviço militar na cavalaria pesada e às várias isenções de impostos ou obrigações de que desfrutavam. A introdução da cavalaria pesada na Europa teve origem nos catafractários persas dos séculos V e VI, mas será a introdução do estribo no século VII que virá permitir fazer uso de todo o potencial de combate destas unidades. Em resposta aos vários tumultos dos séculos IX e X, assiste-se a um surto construtivo de castelos, local de refúgio da população em tempos de ataque.
O clero dividia-se entre o secular, parte da comunidade local, e o regular, que vivia numa comunidade fechada segundo uma ordem religiosa e era normalmente constituído por monges. A maior parte dos membros do clero regular, assim como as hierarquias de topo do clero secular, era de origem nobre. Os párocos locais provinham na maior parte das vezes do povo.
Na Flandres e no Norte e Centro de Itália, o crescimento de cidades que eram, até certo ponto, autónomas, proporcionou um significativo desenvolvimento económico e criou uma situação favorável ao aparecimento de novos modelos comerciais. As potências económicas ao longo do Báltico estabeleceram uma série de acordos que deram origem à Liga Hanseática, e as cidades-Estado italianas como Veneza, Génova e Pisa criaram uma imensa rede de rotas comerciais por todo o Mediterrâneo. Para além do desenvolvimento comercial, as inovações agrícolas e tecnológicas deste período vieram permitir o aumento da produtividade das explorações agrícolas, levando à criação de excedentes em abundância para trocas comerciais. Surgem também novos processos financeiros. Procede-se novamente à cunhagem de moeda em ouro, inicialmente em Itália e mais tarde em França e no resto da Europa. Surgem novas formas de contratos comerciais, permitindo a gestão de risco entre os mercadores. São aperfeiçoados os métodos de contabilidade e introduzidas as cartas de crédito que vieram permitir a rápida transação monetária nas redes comerciais.
Ao longo da Idade Média, exigia-se que a mulher assumisse um papel de subordinação a um elemento masculino – o pai, o marido ou outro parente. Embora às viúvas fosse permitida bastante autonomia, existiam ainda algumas restrições legais. O trabalho da mulher era na sua maioria ligado às tarefas domésticas. As camponesas assumiam frequentemente a educação das crianças, a jardinagem e a criação de animais nos arredores da casa, podendo complementar o rendimento familiar com fiação fabrico de cerveja em casa. Durante as colheitas, esperava-se que ajudassem no trabalho de campo. A mulher urbana, tal como a camponesa, era responsável pela gestão doméstica, podendo também exercer algumas das atividades comerciais, dependendo do país e do período. As mulheres nobres tinham permissão para governar as terras na ausência do elemento masculino, embora normalmente lhes fosse vedada a participação em assuntos militares e governativos. Entre o clero, apenas podiam assumir o papel de freiras, uma vez que só os homens se podiam tornar padres.

### Formação de Estados
A Baixa Idade Média representa o período determinante na formação dos estados ocidentais europeus. Os reinos de França, Inglaterra e Espanha consolidam o seu poder e definem centros de poder duradouros. Surgem também novas potências na Europa Central como a Hungria e Polónia, após sua conversão ao cristianismo. O Reino da Hungria teve origem nos Magiares, que se estabeleceram no território por volta do ano 900 durante o reinado de Árpád, depois do período de conquista do século IX. O papado, que até então sempre se manifestara independente dos reis seculares, começa a afirmar a sua autoridade temporal sobre a totalidade do mundo cristão. A monarquia papal atinge o seu apogeu durante o início do século XIII durante o pontificado do Papa Inocêncio III. As Cruzadas do Norte e o avanço dos reinos cristãos e ordens militares para regiões pagãs no Báltico e no norte da Escandinávia levou à assimilação forçada de inúmeros povos autóctones na Europa.
Durante o início da Baixa Idade Média, a Alemanha foi dominada pela dinastia saxónica, que lutava ainda pelo controlo dos poderosos ducados locais formados durante as migrações bárbaras dos séculos anteriores. Em 1024, assume o poder a dinastia saliana, que tinha já entrado em confronto aberto com o papado acerca de nomeações eclesiásticas durante o reinado do imperador Henrique IV. Os seus sucessores continuaram o clima de confronto, estendendo-o a parte da nobreza Germânica. Depois da morte do imperador Henrique V, o qual não havia deixado descendência, seguiu-se um período de instabilidade até ao reinado de Frederico I, que toma posse do trono imperial durante o fim do século XII. Embora o seu reinado tenha sido estável, os seus sucessores enfrentam o mesmo clima de instabilidade ainda durante o século XIII. Um dos fatores de maior instabilidade foi a constante ameaça e invasão dos Mongóis no território europeu em meados do século XIII, desde as primeiras incursões na Rússia de Quieve até às invasões da Europa de Leste em 1241, 1259 e 1287.

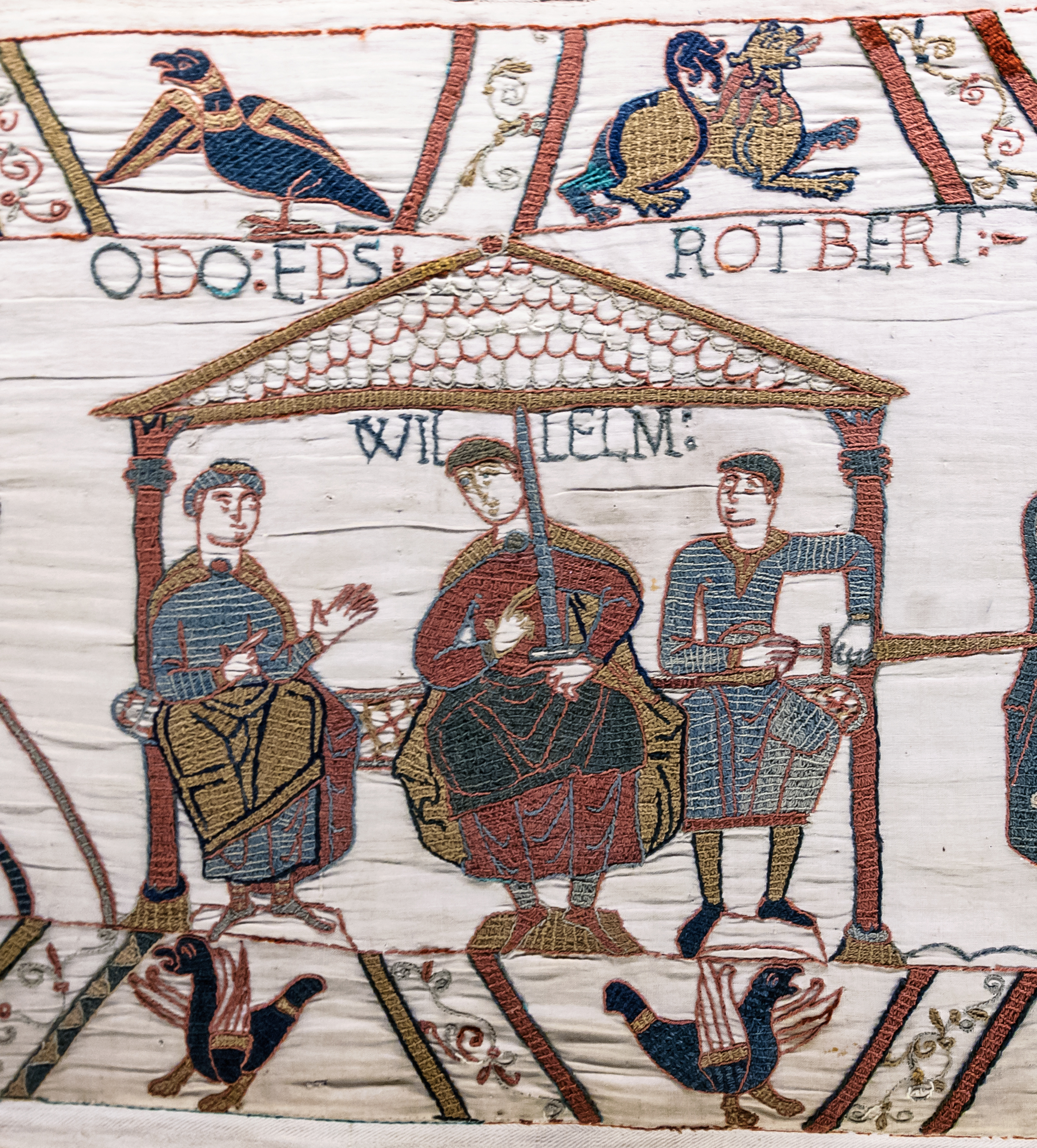
A Tapeçaria de Bayeux (detalhe) mostrando (centro), e seus meio-irmãos Roberto, Conde de Mortain (direita), e Odo (esquerda), Bispo de Bayeux no Ducado da Normandia

Dominada pela dinastia capetiana, a corte francesa aumenta gradualmente a sua influência sobre a nobreza, permitindo-lhe exercer maior controlo nos territórios para além da Ilha de França do que durante os séculos XI e XII. No entanto, encontrariam resistência por parte dos Duques da Normandia, que em 1066 tinham já subjugado grande parte de Inglaterra e criado um império em ambas as margens do canal que duraria até ao fim da Idade Média. Durante a dinastia Plantageneta do rei Henrique II e dos seus sucessores, o reino dominaria a totalidade de Inglaterra e grande parte de França. No entanto, viria a perder a Normandia e a maior parte das possessões do Norte de França durante o reinado de João em 1204. Isto esteve na origem de divergências entre a nobreza Inglesa, ao mesmo tempo que as obrigações financeiras decorrentes da tentativa de reconquista da Normandia obrigaram o rei a assinar em 1215 a Magna Carta, um documento que limitaria o poder absoluto do rei e foi o primeiro passo de um longo processo que levaria ao parlamentarismo. Durante o reinado de Henrique III, foram feitas ainda mais concessões de poder à nobreza e diminuído o poder da corte. A monarquia francesa, no entanto, continuaria a fortalecer a sua influência perante a nobreza durante o século XIII, centralizando a administração e aumentando o número de territórios que directamente controlava. Além da sua expansão para Inglaterra, os Normandos chegaram a estabelecer colónias na Sicília e no sul de Itália, depois de Roberto de Altavila ter desembarcado no território em 1509 e estabelecido um ducado que mais tarde se tornaria o Reino da Sicília.
Na Península Ibérica, os estados cristãos confinados à região noroeste do território iniciam o processo de Reconquista dos estados islâmicos no sul. Por volta de 1150, o norte cristão estava dividido em cinco reinos principais – Leão, Castela, Aragão, Navarra e Portugal. O sul da Península continuava dominado pelos estados islâmicos, inicialmente pelo Califado de Córdova, que no entanto se viria a fragmentar em 1031 numa série de pequenos estados voláteis denominados taifas, que continuaram a combater os reinos cristãos até o Califado Almóada restabelecer o governo central no sul durante a década de 1170. As forças cristãs fazem novos avanços durante o início do século XIII, culminando na captura de Sevilha em 1248.

### Cruzadas

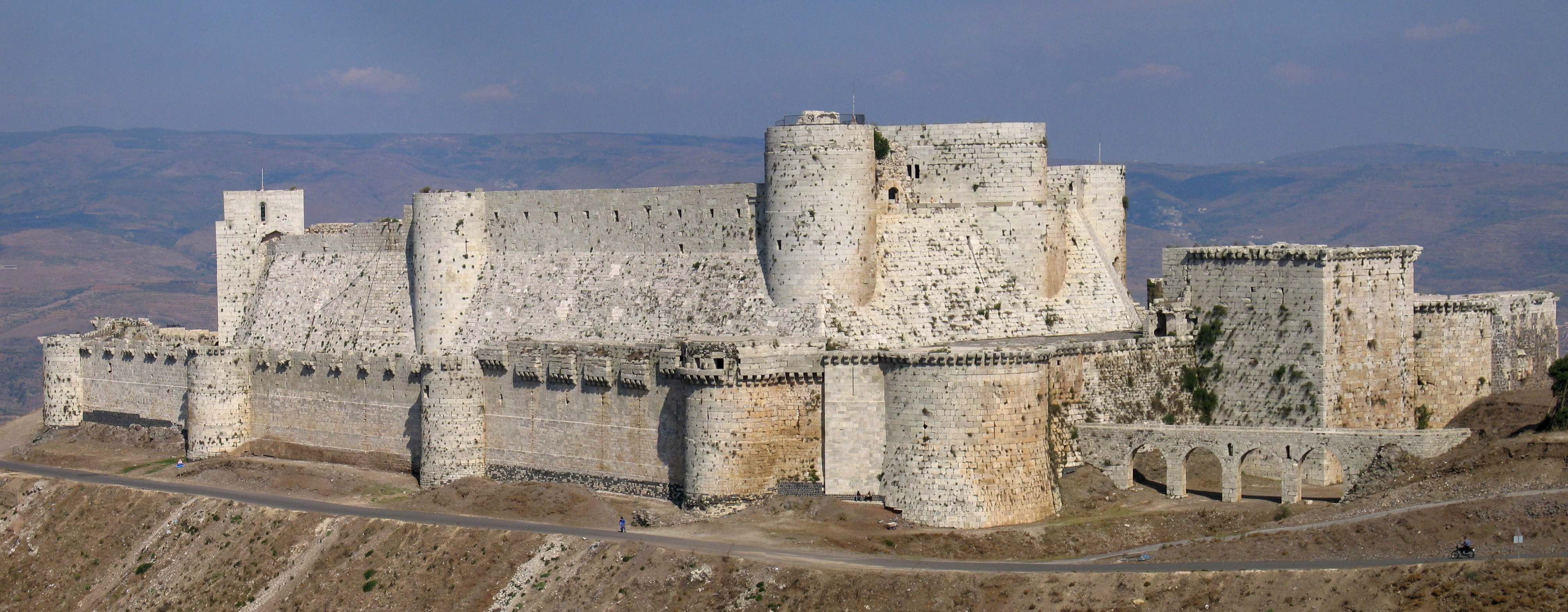
A Fortaleza dos Cavaleiros, uma fortaleza construída durante as Cruzadas à Ordem dos Cavaleiros Hospitalários

Durante o século XI, os seljúcidas viria a dominar grande parte do Médio Oriente, conquistando os antigos territórios persas na década de 1040, a Arménia na década de 1060, e a cidade de Jerusalém em 1070. Em 1071, o exército turco derrotou o exército bizantino durante a Batalha de Manzicerta, capturando o imperador bizantino Romano IV. Isto possibilitou aos Turcos a invasão da Ásia Menor, o que constituiu um golpe severo no Império Bizantino ao retirar-lhe grande parte da população e o seu centro económico. Embora o exército bizantino se tenha reorganizado, nunca chegaria a recuperar a Ásia Menor e só efetuaria ações defensivas. Os próprios Turcos vieram a enfrentar dificuldades na manutenção do território, perdendo o domínio de Jerusalém para o Califado Fatímida do Egito e assistindo ao despoletar de várias guerras civis no seu interior.

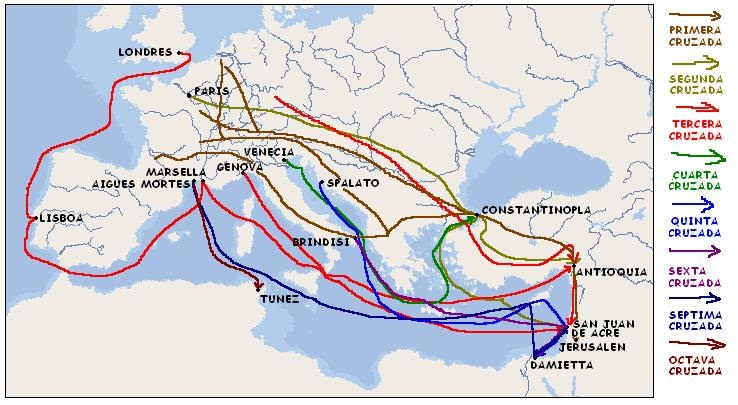
O percurso dos exércitos cruzados em direção ao Levante

As Cruzadas pretendiam libertar Jerusalém do domínio muçulmano. A primeira Cruzada foi promovida pelo Papa Urbano II durante o Concílio de Clermont em 1095 como resposta a um pedido de ajuda do imperador bizantino Aleixo I Comneno para conter o avanço muçulmano na região. O papa prometeu indulgências a todos os que tomassem parte, tendo sido mobilizadas milhares de pessoas na Europa, de todas as classes sociais. Jerusalém foi conquistada pelos cruzados em 1099, tendo também sido estabelecidos vários estados cruzados na região. Durante os séculos XII e XIII, houve uma série de conflitos entre estes estados e os territórios islâmicos circundantes, o que levou à convocação de novas cruzadas em seu auxílio, ou para reconquistar Jerusalém, que entretanto tinha sido novamente capturada por Saladino em 1187. As ordens religiosas militares, como os Templários ou os Hospitalários, são formadas durante esta época, e viriam a desempenhar um papel fundamental na consolidação e estabilização dos territórios reconquistados. No ano de 1204, a Quarta Cruzada conquista a cidade de Constantinopla estabelecendo o que viria a ser o Império Latino de Constantinopla e enfraquecendo consideravelmente a posição do Império Bizantino que, embora voltasse a conquistar Constantinopla em 1261, nunca chegaria a restabelecer a glória dos séculos anteriores. No entanto, em 1291 todos os estados cruzados tinham já sido capturados ou forçados a deslocar-se para territórios insulares.
O poder papal convocou também cruzadas para outras regiões além da Palestina, tendo sido proclamadas à Península Ibérica, sul de França e ao longo do Báltico. As cruzadas na Península Ibérica estão interligadas com o processo de Reconquista do território aos muçulmanos. A participação da Ordem dos Templários e da Ordem dos Hospitalários serviu como modelo à fundação de várias ordens militares locais, a maior parte delas mais tarde integradas nas duas ordens que viriam a ser dominantes no início do século XII, a Ordem de Calatrava e de Santiago. A Europa do Norte, que tinha permanecido fora da influência do mundo cristão até ao século XI, foi também palco de movimentos de conquista entre os séculos XII e XIV que viriam a ser conhecidos como Cruzadas do Norte. Este movimento deu também origem a várias ordens militares, entre elas os Irmãos Livônios da Espada e a Ordem dos Cavaleiros Teutónicos. Esta última, apesar de fundada nos estados cruzados, foi sobretudo ativa na área do Báltico a partir de 1225, mudando em 1309 a sua sede para o Castelo de Malbork na Prússia.

### Cultura

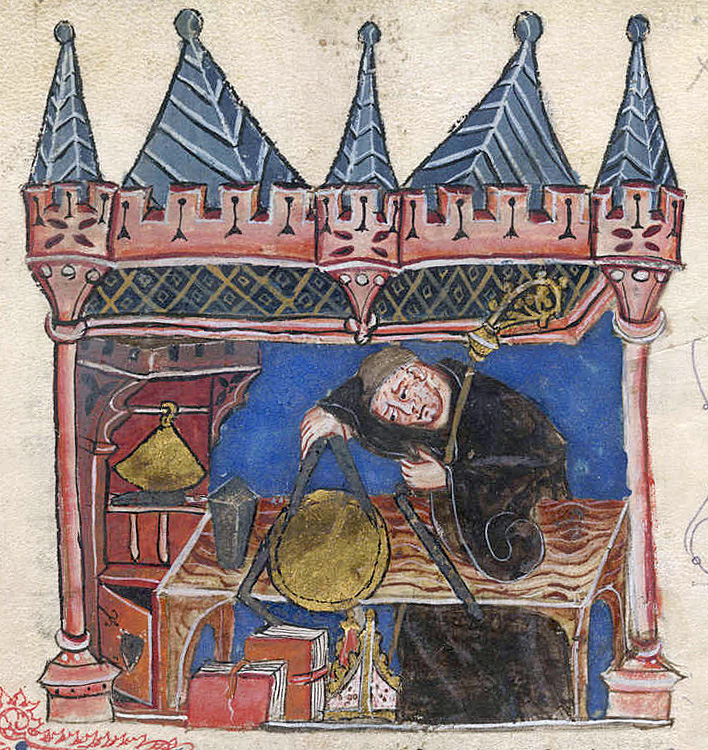
Iluminura representando um académico medieval efectuando medições sobre um manuscrito

Ao longo do século XI, as novas obras publicadas nos campos da filosofia e da teologia começam a estimular o pensamento intelectual. É notório o debate entre realistas e nominalistas sobre o conceito da universalidade. O discurso filosófico é bastante influenciado pela redescoberta de Aristóteles e da sua ênfase no empirismo e no racionalismo. Alguns intelectuais como Pedro Abelardo e Pedro Lombardo introduzem a lógica aristotélica na teologia. A transição do século XI ao XII marca também o momento de afirmação das escolas catedrais por toda a Europa Ocidental e a transição do ensino dos espaços monásticos às catedrais e centros urbanos. As escolas catedrais viriam por sua vez a ser substituídas por universidades nas cidades de maiores dimensões. A filosofia e a teologia são reunidas na escolástica, uma tentativa dos intelectuais dos séculos XII e XIII em reconciliar a teologia cristã consigo própria, que viria a dar origem a um sistema de pensamento que procurou abordar de forma sistémica a verdade e a razão. A escolástica teve o seu auge em Tomás de Aquino, autor da influente Summa Theologica.
É nas cortes da nobreza que surge a cultura da cavalaria e do amor cortês, expressa em língua vernacular em vez de latim, e materializada em poemas, contos, lendas e canções populares divulgadas por trovadores e escritas muitas vezes sob a forma de canções de gesta e poemas épicos, como a Canção de Rolando ou a Saga dos Nibelungos. Surge também a literatura de género escrita para o público letrado fora dos meios académicos, sobretudo na forma de crónicas e de grandes narrativas com temas seculares ou religiosos. Entre as mais notáveis estão a Historia Regum Britanniae, um conjunto de lendas pseudo-históricas sobre a fundação da Grã-Bretanha, e outras obras mais rigorosas do ponto de vista histórico, como as de Guilherme de Malmesbury ou de Otão de Frisinga.
Acentua-se o debate em torno das questões de direito, tanto secular como canónico. O direito secular sofreu um grande impulso depois da descoberta do Corpus Juris Civilis no século XII. Em 1100, o direito romano fazia já parte do programa da Universidade de Bolonha, e o seu ensino e disseminação viria a contribuir para o registo e padronização de códigos legais por toda a Europa Ocidental. Em 1140, surge uma obra intitulada Decreto de Graciano, da autoria de Graciano, monge advogado e professor em Bolonha, e que seria o primeiro de seis textos que estariam na base do Corpus Juris Canonici, documento que manteve força jurídica na Igreja Católica até 1918.

### Ciência e tecnologia

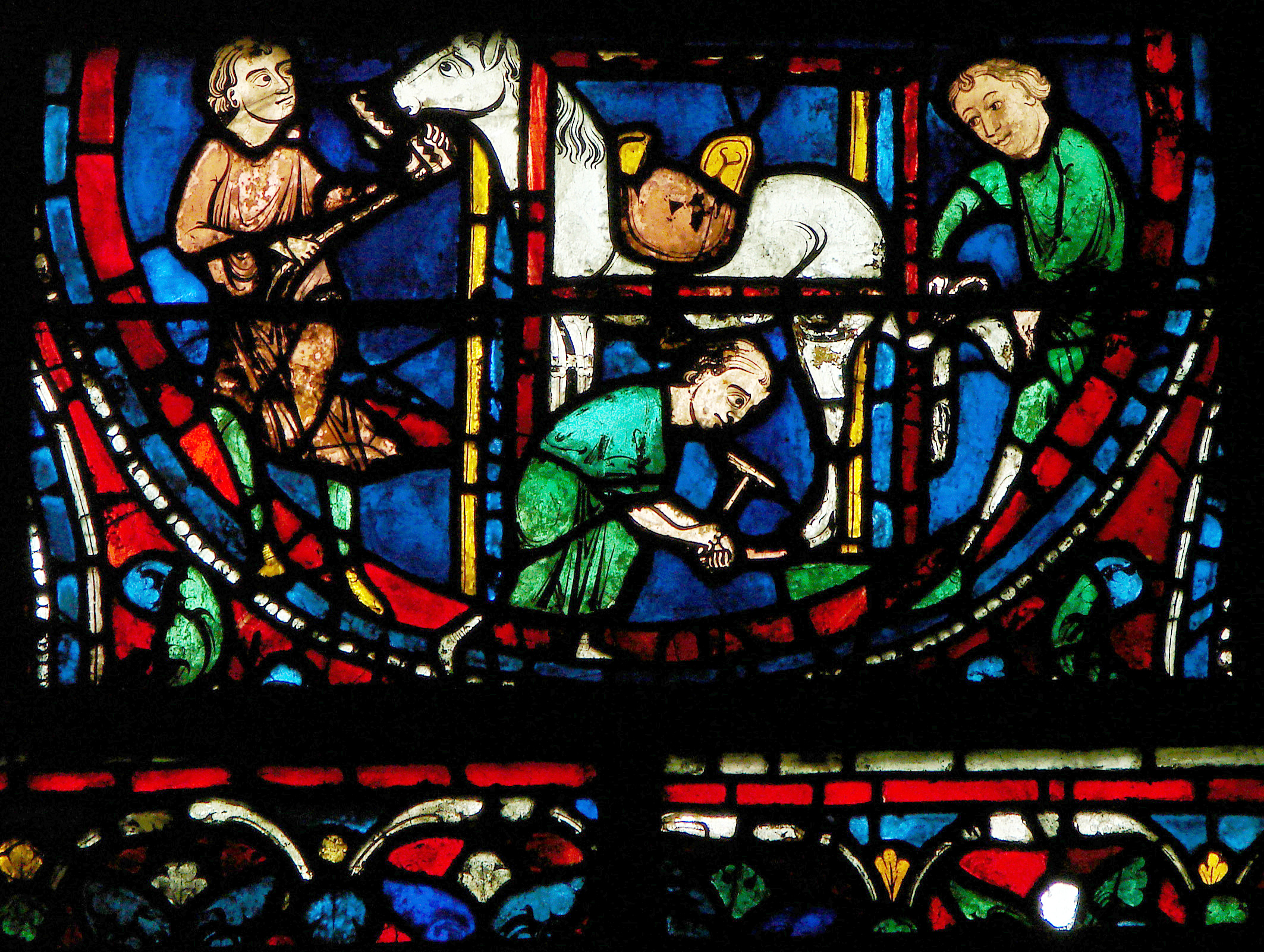
Vitral da Catedral de Chartres, ilustrando um ferreiro a aplicar uma ferradura num cavalo

Uma das maiores influências das culturas grega e islâmica durante este período manifestou-se na substituição da numeração romana pelo sistema de numeração decimal e na introdução da álgebra, fundamentais para o avanço das ciências matemáticas. A tradução do Almagesto de Ptolomeu do grego para o latim no final do século XII foi fundamental no progresso da astronomia. Um dos maiores polos de desenvolvimento da medicina deu-se no sul de Itália, na Escola de Salerno, influenciada pela medicina islâmica.
Ao longo dos séculos XII e XIII, assiste-se na Europa e uma série de inovações na gestão dos meios de produção económica, que se reflectiram num crescimento económico muito acentuado. Entre os maiores avanços tecnológicos conta-se a invenção do moinho de vento, os primeiros relógios mecânicos, as primeiras investigações no campo da ótica com a criação de lentes rudimentares, a destilação e o uso do astrolábio. A produção de vidro foi impulsionada sobretudo pela descoberta de um processo para a criação de vidro transparente durante o início do século XIII, e esteve na origem da ciência ótica, onde se destacou Roger Bacon, ao qual é atribuída a invenção dos primeiros óculos.
Uma das principais inovações agrícolas foi o desenvolvimento do sistema de rotação de culturas de três campos para as plantações, o que permitiu aumentar o cultivo do solo de apenas metade em cada ano, no antigo sistema de dois campos, para dois terços com o novo sistema, aumentando significativamente a produção. O desenvolvimento do arado pesado permitiu que solos mais pesados fossem cultivados eficientemente, um avanço que foi ajudado com a disseminação do colar de cavalo e a ferradura, ambas que levaram ao uso de animais de tração no lugar do boi. Os cavalos são mais rápidos que os bois e requerem menos pasto, fatores que ajudaram a utilização do sistema rotativo de três campos.
O surto construtivo de catedrais e fortificações militares foi também motor de inovações técnicas na área da construção, permitindo a edificação generalizada em pedra de edifícios civis. A construção naval progrediu com a introdução do sistema de vigas e pranchas em substituição do método romano de caixa e espiga, bem como a introdução da vela latina e do leme de proa, que possibilitaram um aumento significativo da velocidade de navegação.
Entre os exércitos generalizou-se o recurso à infantaria com funções especializadas. A par da ainda dominante cavalaria pesada, surgem besteiros montados, sapadores e engenheiros. A besta, usada já desde a Antiguidade, volta a tornar-se de uso generalizado como resposta ao grande número de cercos durante os século X e XI. O recurso cada vez maior à besta durante os séculos XII e XIII levou ao aumento do uso de elmos, armaduras pesadas e bardas. Em meados do século XIII era já conhecido o uso da pólvora, embora meramente como explosivo e não como arma. Em 1320, eram já usados canhões durante os cercos, e na década de 1360 está documentado o uso de fuzis em batalha.

### Arquitetura e arte

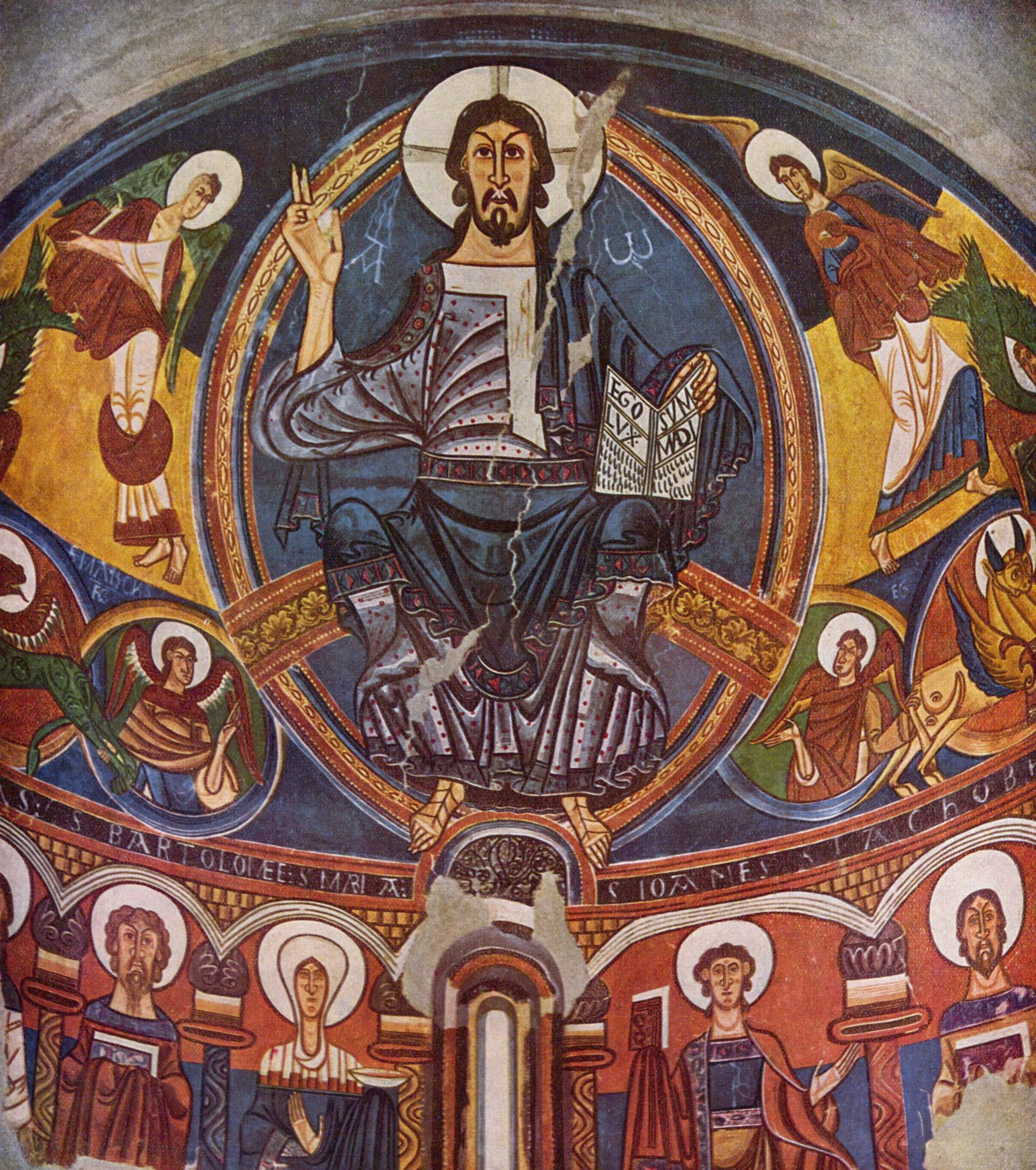
Pantocrator. Fresco românico da autoria do Mestre de Taüll, atualmente no Museu Nacional de Arte da Catalunha

Ao longo do século X, a edificação de igrejas e mosteiros é feita sobretudo através da mimetização e aperfeiçoamento dos modelos estéticos vernaculares romanos, o que estaria na origem da designação românica. As próprias construções romanas eram muitas vezes demolidas e recicladas, aproveitando-se o material disponível e integrando-se métodos e motivos ornamentais antigos nas novas construções. A partir das primeiras experiências durante o que se convencionou designar por arte pré-românica, o estilo desenvolveu-se e propagou-se pela Europa de forma notavelmente homogénea, motivado por um surto sem precedentes a nível de construção de novos espaços religiosos. Praticamente todos estes espaços foram decorados com pinturas murais, embora hoje em dia sejam muitíssimo poucos os exemplos sobreviventes. Entre as características mais distintivas do românico conta-se os paramentos de grande espessura, o uso do arco de volta perfeita, aberturas de pequena dimensão, e o uso de arcaria cega nas paredes. Os grandes portais profusamente decorados com escultura e alto-relevos, quase sempre pintados, tornam-se um dos elementos centrais das fachadas, sobretudo em França. Os capitéis são na sua maioria decorados com motivos animalistas e figuras de bestiário. Desenvolve-se também a forma característica da fortaleza Europeia, crucial para a política e guerra.
A ourivesaria românica atinge um dos seus períodos áureos durante arte mosana, onde se destacam artistas como Nicolas de Verdun e obras de matriz clássica como a pia batismal da igreja de São Bartolomeu, que contrastam com as figuras distorcidas de grande parte da figuração contemporânea. As iluminuras de maior riqueza artística encontram-se normalmente em bíblias e saltérios. A pintura mural no interior das igrejas está quase sempre presente, e segue na sua maioria um esquema narrativo fixo, mostrando o Juízo Final no lado ocidental e Cristo em Majestade no lado oriental, com várias narrativas bíblicas ao longo da nave ou, mais raramente, a pintura do próprio tecto como na Abadia de Saint-Savin-sur-Gartempe.
A partir do início do século XII, desenvolve-se em França a arquitetura gótica, distinta sobretudo pelo recurso a abóbadas de cruzaria, arcos quebrados, arcobotantes e aberturas de maiores dimensões, preenchidas com vitrais. O gótico permaneceu uma opção estética comum até ao século XVI em grande parte da Europa, e está presente sobretudo em igrejas e catedrais de grandes dimensões, como a Catedral de Chartres ou a Catedral de Reims.
Durante a Baixa Idade Média, a prática da iluminura e da cópia literária passa gradualmente dos mosteiros para oficinas especializadas, e já durante o início do século XIV a maior parte dos monges comprava livros nas livrarias. Surgem também os livros de horas enquanto forma de devoção para os leigos. A ourivesaria continua a ser a mais prestigiada forma de arte, e o esmalte de Limoges uma das técnicas mais usadas em relicários e cruzes. Em Itália, durante o século XIV, o pioneirismo de mestres como Giotto e Duccio contribui para uma cada vez maior sofisticação da pintura de painel e da técnica do fresco. A arte secular desenvolve-se sobretudo a partir do século XII, fruto da prosperidade crescente das classes abastadas, chegando até nós imensos exemplares de entalhes de marfim, como peças de jogo, pentes e pequenas figuras religiosas.

### Igreja e sociedade

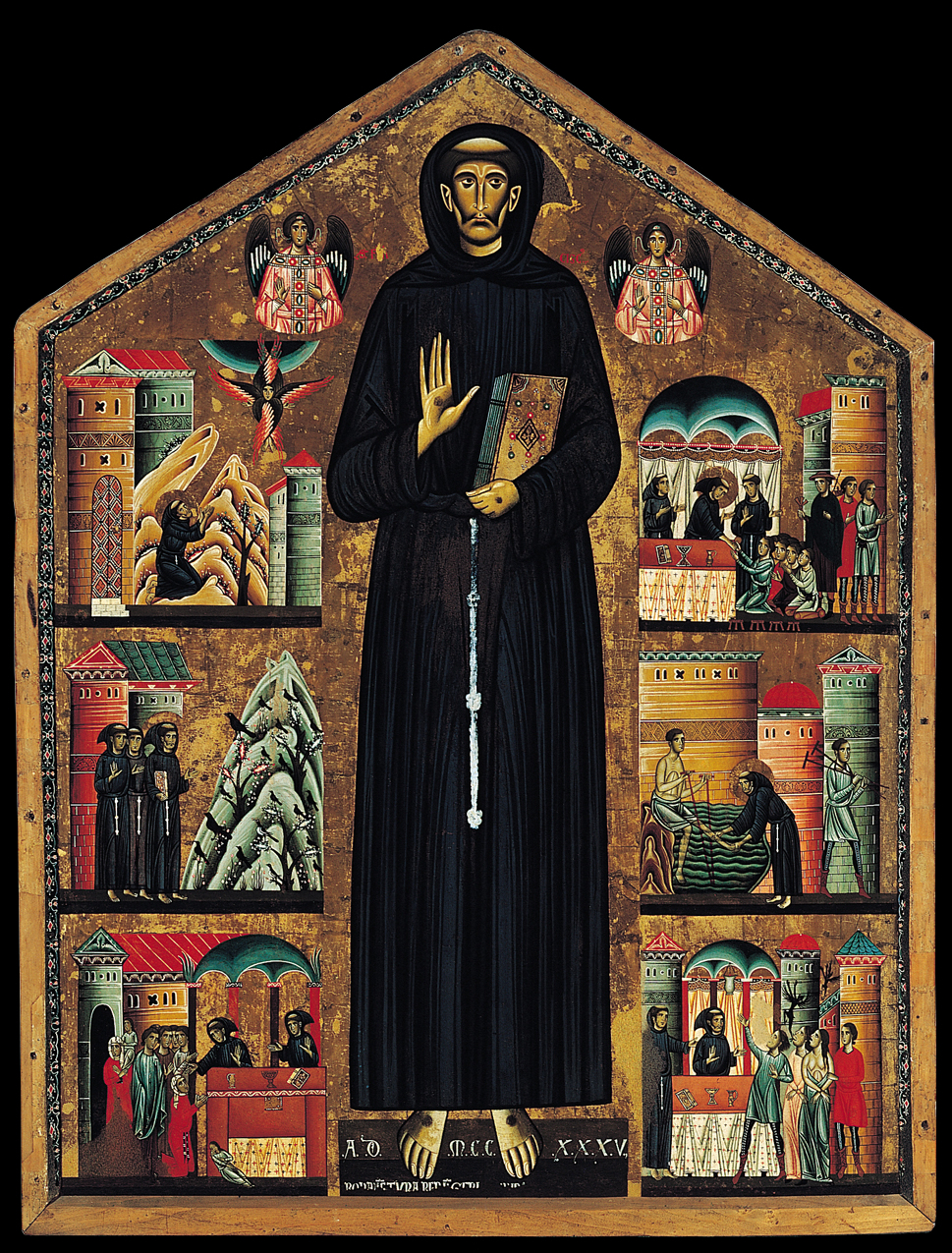
São Francisco de Assis, fundador da Ordem Franciscana, aqui representado por Bonaventura Berlinghieri (1235)

A reforma monástica é um tema central ao longo do século XI, à medida que cresce a inquietação entre a elite da Igreja relativamente ao facto dos monges não aderirem por completo a uma forma de vida estritamente religiosa, ao poder excessivo detido por bispos locais e à diversidade de cultos existente de região para região. A Abadia de Cluny, fundada em 909, dá origem a um amplo movimento de reforma monástica, chegando a unir na sua ordem, no seu apogeu, mais de um milhar de mosteiros na Europa. A ordem obtém reputação de austeridade, rigor e de independência económica e política em relação aos poderes locais, ao não permitir a interferência e participação de leigos nas suas eleições e colocando-se a si própria sobre proteção do papado.
A reforma monástica de Cluny inspirou mudanças na própria hierarquia da Igreja. Os seus princípios foram adotados durante o papado do próprio Papa Leão IX, e contribuíram para a ideologia independentista que levaria à controvérsia das investiduras no fim do século XI. A controvérsia envolveu o Papa Gregório VII e o Imperador Henrique IV, inicialmente sobre nomeações episcopais, mas que se tornou numa disputa acesa sobre questões de investidura, matrimónio dentro do clero e simonia. O imperador, que via como obrigação a proteção da Igreja, pretendia escolher os próprios bispos no seu território, enquanto que o papado insistia na sua independência face ao poder secular. A questão permaneceu por resolver mesmo depois da Concordata de Worms em 1122. O conflito é um dos mais significativos episódios que esteve na base da criação de uma monarquia papal independente e equivalente às autoridades leigas.
A Baixa Idade Média foi também palco para inúmeros movimentos religiosos. Para além dos cruzados e dos reformadores monásticos, a vida religiosa abriu-se a novas formas de organização. Foram fundadas novas ordens monásticas, como a Ordem dos Cartuxos ou a Cisterciense, esta última expandindo-se rapidamente sob a liderança de Bernardo de Claraval, e novas ordens militares como a Ordem dos Templários. Muitas destas ordens são fundadas como resposta ao sentimento generalizado que o monaquismo Beneditino estava já desajustado das necessidades dos leigos, sobretudo dos que pretendiam uma comunidade monástica próxima do modelo hermético e fechado paleocristão ou viver de forma apostólica. A peregrinação religiosa era também encorajada. Os antigos locais de peregrinação, como Roma, Jerusalém e Santiago de Compostela, acolhiam um número cada vez maior de peregrinos, ao mesmo tempo que novos locais ganham destaque, como Monte Gargano e a Basílica de San Nicola.
Durante o século XIII, o papado aprova as ordens mendicantes dos dominicanos e franciscanos, cujos membros fazem juras de pobreza e de mendicidade como única fonte de rendimento. Para além das ordens reconhecidas oficialmente, surgem ao longo dos séculos XII e XIII vários outros grupos como os valdenses ou os cátaros, embora tenham sido decretados hereges pelo papa. Os cátaros chegaram mesmo a ser o alvo da Cruzada Albigense e extintos durante a inquisição medieval.

## Os séculos XIV e XV

### Fome e peste

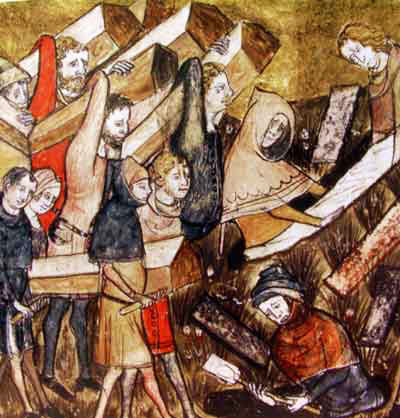
Doentes de Peste negra. Iluminura. c.. MS 13076-77, f. 24v

Os primeiros anos do século XIV são marcados por várias carestias, que culminariam na Grande fome de 1315-1317. Para além da transição climática abrupta do período quente medieval para a pequena Idade do Gelo, as várias carestias são o resultado de uma especialização excessiva em monoculturas, que deixaram a população vulnerável às devastações causadas por condições meteorológicas desfavoráveis.
No seguimento destas catástrofes, surge em 1347 a Peste Negra, uma epidemia altamente contagiosa e mortal que se disseminou por toda a Europa entre 1348 e 1350. A cifra de mortes é estimada em 35 milhões de pessoas, cerca de um terço da população, e atingiu sobretudo as cidades em virtude da elevada concentração populacional. Grandes porções do território ficaram inabitadas e os terrenos abandonados. Em função da escassez de mão de obra, o preço dos salários na agricultura subiu significativamente, o que, no entanto, seria contrabalançado pela queda abrupta da procura de géneros alimentares. A luta por salários iguais por parte dos trabalhadores urbanos esteve na origem de uma série de revoltas populares por toda a Europa, entre elas a Jacquerie em França, a revolta de 1381 em Inglaterra, e várias revoltas nas cidades de Florença, na atual Itália, e Gent e Bruges, ambas localizadas na atual Bélgica. O trauma infligido pela peste provocou um fervor religioso por toda a Europa, que se manifestaria na fundação de novas caridades, na culpabilização extrema dos flagelantes e na acusação dos Judeus como bodes expiatórios. A peste regressaria, ainda que esporadicamente e em surtos menores, ao longo de todo o século XIV.

### Sociedade e economia
As deslocações e diminuição da população em consequência da peste reflectiram-se em toda a estrutura social e económica europeia. As terras pouco produtivas foram abandonadas, uma vez que os sobreviventes puderam adquirir terras mais férteis. Embora a servidão tenha diminuído na Europa ocidental, tornou-se mais comum na Europa de leste à medida que os senhorios a impunham nos inquilinos anteriormente livres. Muitos dos camponeses no Ocidente puderam converter o pagamento em trabalho para uma renda monetária. A percentagem de servos entre os camponeses desceu de um máximo 90 % para 50 % em finais da Idade Média. Os senhorios tornaram-se também mais conscientes de interesses em comum entre si, agrupando-se de forma a exigir mais privilégios dos governos. A literacia tornou-se mais comum fora do clero e a população urbana começa a demonstrar interesse pela cavalaria, à semelhança da nobreza.
As comunidades judaicas foram expulsas de Inglaterra em 1290 e de França em 1306. Embora a alguns tivesse sido permitido regressar, à maioria não foi, tendo emigrado em direção a leste para a Polónia e Hungria. Os judeus expulsos de Espanha em 1492 dispersaram-se pela Turquia, França, Itália, Holanda e Norte de África. O assinalável crescimento da banca em Itália durante os séculos XIII e XIV foi em parte motivado pela necessidade de financiamento dos constantes conflitos bélicos deste período e pela necessidade do papado em transferir dinheiro entre reinos. Muitas das instituições financeiras emprestavam dinheiro à realeza com riscos acrescidos, tendo muitas entrado em bancarrota quando os reis não saldavam as dívidas.

### O renascer do Estado
A Baixa Idade Média também testemunhou a ascensão por toda a Europa de Estados-nação monárquicos fortes, particularmente na Inglaterra, França e nos reinos cristãos da Península Ibérica — Aragão, Castela e Portugal. Os longos conflitos do final da Idade Média vieram fortalecer o domínio real sobre o próprio território, ainda que tenham sido extremamente pesarosos com os camponeses. Os reis obtinham benefícios com os conflitos através do aumento territorial e da extensão da legislação real por todos os seus reinos. O financiamento da guerra exigiu métodos de cobrança de impostos e, na maior parte das vezes, aumentos significativos na taxa de impostos. A necessidade de obter o consentimento daqueles que eram taxados levou a que corpos representativos, como o Parlamento da Inglaterra ou a Assembleia dos Estados Gerais, ganhassem algum poder e autoridade.

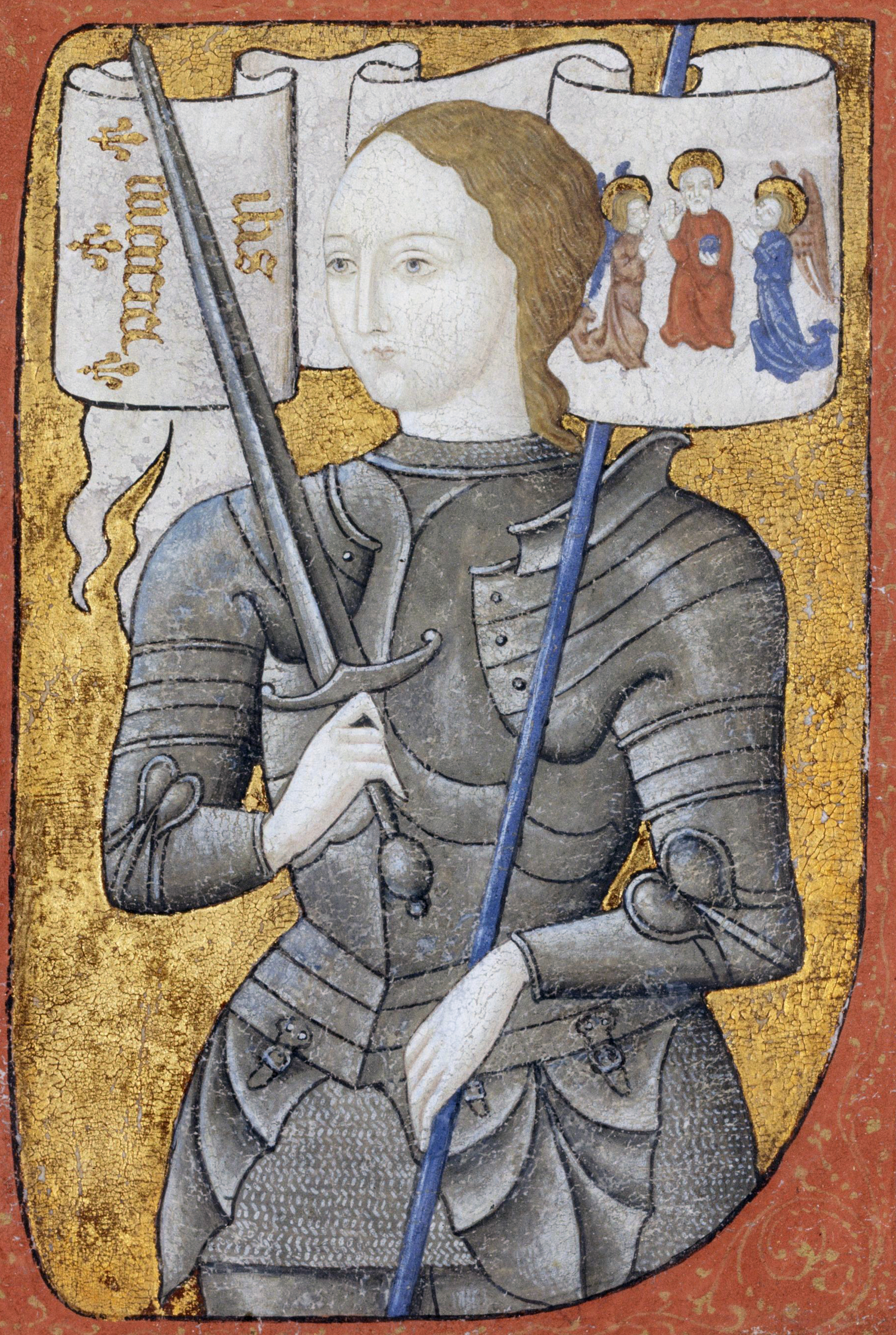
Joana d'Arc numa ilustração do século XV

Ao longo do século XIV, a monarquia francesa procurou alargar a sua influência por todo o reino, sacrificando as possessões da nobreza. Esta expansão foi alvo de resistência quando tentou confiscar as possessões da coroa inglesa no sul de França, o que levou à deflagração da Guerra dos Cem Anos, que se prolongaria até 1453. O próprio reino francês esteve na iminência da desagregação durante os primeiros anos do conflito devido ao esforço de guerra, situação que se voltaria a repetir durante os primeiros anos do século XV e apenas invertida no fim da década de 1420, com as sucessivas vitórias militares de Joana d'Arc e a vitória final do reino francês ao capturar a última colónia inglesa no sul de França em 1453. No entanto, estima-se que a população francesa no final do conflito tinha diminuído para metade. Paradoxalmente, a guerra viria a contribuir significativamente na formação da identidade nacional inglesa, proporcionando a união de várias identidades locais numa identidade cultural única e distinta da influência cultural francesa dominante até ao início da Guerra dos Cem Anos. A guerra marcou também a introdução de nova tecnologia de combate, como o arco longo e do canhão de combate na batalha de Crécy em 1346.
Apesar de o Sacro Império Romano-Germânico continuar a existir, a natureza electiva da coroa imperial impediu a formação de qualquer dinastia estável capaz de manter um estado forte. Mais a leste, os reinos da Polónia, Hungria e Boémia ganharam poder e influência. Na Península Ibérica, continuava o processo de reconquista dos reinos muçulmanos do sul, embora Portugal se tenha concentrado ao longo do século XV na expansão ultramarina, enquanto os restantes reinos lidavam com problemas sucessórios e instabilidade social no mesmo período. A Inglaterra, após a derrota na Guerra dos Cem Anos, entraria num longo período de guerra civil conhecido como Guerra das Rosas, que duraria até ao fim da década de 1490 e que só terminou após a vitória de Henrique VII sobre Ricardo III na batalha de Bosworth Field em 1485. Os reinos escandinavos da Noruega, Dinamarca e Suécia foram brevemente unificados durante a União de Kalmar, no final do século XV e nas primeiras décadas do século XVI, mas voltariam a desagregar-se depois da morte da rainha Margarida I. As maiores potências do mar Báltico continuavam a ser as cidades-Estado da Liga Hanseática. cujas rotas comerciais se estendiam da Europa Ocidental até à Rússia. A Escócia, liderada por Roberto I, viu reconhecida pelo papa a sua independência do domínio Inglês em 1328.

### Colapso do Império Bizantino

O Império Bizantino em 1265, ano que foi restabelecido, após permanecer desde a Quarta Cruzada (1204) dividido em vários estados

Embora os imperadores paleólogos tivessem conseguido recapturar Constantinopla em 1261, nunca conseguiram recuperar o domínio sobre as antigas terras do Império Bizantino. Controlavam apenas uma pequena parte da península Balcânica perto de Constantinopla, a própria cidade, e algumas terras costeiras no mar Negro e no mar Egeu. As antigas terras bizantinas nos Balcãs foram divididas entre o Reino da Sérvia, o Império Búlgaro e a República de Veneza. O poder imperial bizantino seria ameaçado por uma nova tribo oriunda da Ásia, os Otomanos, que tinham ocupado a Anatólia durante século XIII, expandindo-se progressivamente ao longo do século XIV. Em 1366, subjugam a Bulgária à vassalagem e conquistam a Sérvia após a derrota desta na batalha do Kosovo em 1389. Os reinos ocidentais reuniram-se em auxílio dos cristãos balcânicos e declararam uma nova cruzada em 1396, enviando um numeroso exército, que viria no entanto a ser derrotado na batalha de Nicópolis. Constantinopla acabaria por ser finalmente capturada pelos Otomanos em 1453.

### Controvérsia dentro da Igreja
Uma das mais significativas manifestações da instabilidade do século XIV foi o Papado de Avinhão, de 1305 a 1378, e o Grande Cisma do Ocidente que se lhe seguiu, entre 1378 e 1418, momento em que coexistiram dois, e depois três, papas rivais, cada um apoiado por estados diferentes. No início do século XV, depois de um século de instabilidade, os oficiais eclesiásticos reuniram-se no Concílio de Constança em 1414, depondo no ano seguinte um dos papas rivais, deixando apenas dois pretendentes. Seguiram-se várias deposições até que, em novembro de 1417, o concílio elege Martinho V (1417–1431).
Além do cisma, a igreja ocidental estava divida por controvérsias teológicas, algumas das quais viriam a ser consideradas heresias. John Wyclif (m. 1384), um teólogo inglês, foi condenado por heresia em 1415 por defender o acesso dos laicos ao texto da Bíblia e por assumir posições sobre a Eucaristia contrárias à doutrina da igreja. Os ensinamentos de Wyclif influenciaram os dois maiores movimentos hereges da Idade Média – o Lollardismo na Inglaterra e os Hussitas na Boémia. Os boémios foram também influenciados por Jan Hus, sentenciado à fogueira em 1415 depois de ter sido condenado como herege pelo Concílio de Constança. A Igreja hussita, embora sujeita a uma cruzada contra si, sobreviveria até ao fim da Idade Média. Entre outras heresias criadas estão também as acusações contra a Ordem dos Templários, que estiveram na origem da sua supressão em 1312 e da divisão do seu vasto espólio entre Filipe IV de França e os Hospitalários.
O papado refinou o conceito de transubstanciação durante o fim da Idade Média, afirmando que apenas o clero regular podia partilhar o vinho da Eucaristia. Isto viria a distanciar ainda mais o clero secular do clero regular. Os leigos mantiveram as práticas de peregrinação, veneração de relíquias e a crença no poder do Diabo. Místicos como Mestre Eckhart (m. 1327) ou Thomas à Kempis (m. 1471) foram autores de obras que ensinavam aos leigos a focarem-se na sua própria espiritualidade, uma interpretação que viria a contribuir para a Reforma Protestante. A crença em bruxaria generalizou-se de tal forma que, no fim do século XV, a igreja cedeu à pressão do medo e da paranoia populista, iniciando em 1484 uma série de julgamentos pela prática de bruxaria, sendo também publicado em 1486 o Malleus Maleficarum, o mais popular manual de caçadores de bruxas.

### Académicos, intelectuais e descobrimentos

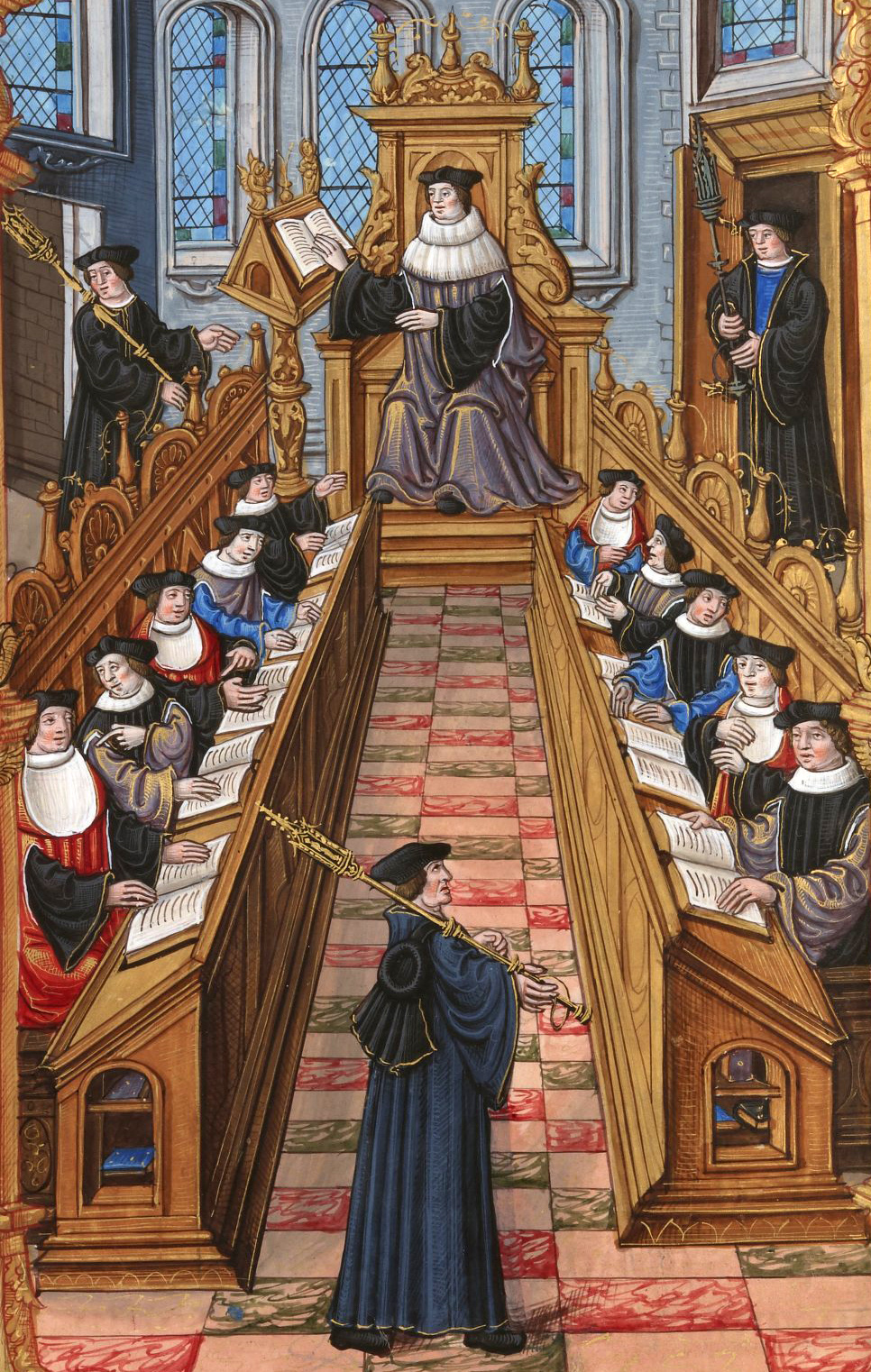
Reunião de doutorados na Universidade de Paris

John Duns Scotus (n. 1308) e Guilherme de Ockham (n. circa 1348), lideraram uma das mais notáveis reações contra a escolástica medieval, rejeitando a aplicação da razão na fé. Os seus esforços, aliados aos de vários outros autores, levariam à renúncia do ideal platónico do "universal". A persistência de Ockham em que a razão opera de forma independente da fé permitiu à ciência separar-se em definitivo da teologia e filosofia. O Direito pautou-se pelo avanço sólido do direito romano em áreas de jurisprudência anteriormente governadas pelo direito consuetudinário. A única exceção foi a Inglaterra onde prevaleceu o direito comum. Vários países fizeram um esforço no sentido de codificar as leis, tendo sido promulgados códigos jurídicos em estados tão diversos como Castela, Polónia e Lituânia.
A educação permanecia ainda direccionada ao futuro clero. A aprendizagem básica de letras e aritmética podia ser feita na própria província da família ou através do clero local, mas os assuntos secundários do trivium — gramática, retórica e lógica — eram estudados nas escolas catedrais presentes nas grandes cidades. Difundiram-se também as escolas comerciais, chegando algumas cidades de Itália a ter mais do que um destes empreendimentos. Durante os séculos XIV e XV apareceram também uma série de novas universidades por toda a Europa. Surgem grandes autores da literatura vernacular, como Dante, Petrarca e Giovanni Boccaccio na Itália do quattrocento, Geoffrey Chaucer e William Langland em Inglaterra e Cristina de Pisano na França. A literatura continuou a ser sobretudo de natureza religiosa, mas embora muitas destas obras continuassem a ser escritas em latim, aumentou a procura de textos que se debruçassem sobre santos e outros temas religiosos em línguas vernaculares. No teatro, surge o género de peças miraculosas patrocinadas pela Igreja. A invenção da prensa móvel por volta de 1450, trouxe consigo a democratização e facilidade na impressão de livros, e deu origem a inúmeras editoras em toda a Europa. A percentagem de alfabetizados cresceu, embora continuasse baixa; as estimativas apontam para que por volta de 1500 a taxa de literacia fosse de apenas 10 % entre os homens e 1 % entre as mulheres.
Durante o início do século XV, os reinos da Península Ibérica começaram a financiar explorações além das fronteiras da Europa. O Infante D. Henrique de Portugal (m.1460) foi o impulsionador de expedições que viriam a descobrir as Ilhas Canárias, Açores e Cabo Verde ainda durante a sua vida. Em 1486, Bartolomeu Dias (m.1500) navegou ao longo da costa ocidental africana até ao cabo da Boa Esperança, ponto de difícil passagem que seria superado em 1498 por Vasco da Gama (m.1524), abrindo assim a rota marítima para a Índia. Os reinos de Aragão e Castela financiaram a viagem expedicionária de Cristóvão Colombo (m. 1506) que em 1492 viria a descobrir a América. A coroa inglesa, na figura do rei Henrique VII (r. 1485–1509) financiou a viagem de Giovanni Caboto (m. 1498), que em 1497 chegaria à ilha de Cape Breton.

### Progressos tecnológicos
O uso crescente de ovelhas com lã de fibras longas permitiu a obtenção de fio com maior resistência. As rocas de fiar tradicionais foram progressivamente substituídas por rodas de fiar, triplicando a sua capacidade produtiva. Um dos avanços técnicos com maior impacto na vida quotidiana foi a introdução de botões para fechar as peças de roupa, permitindo a criação de peças com corte adequado sem a necessidade de as atar.
Os moinhos de vento foram melhorados com a implementação de torres giratórias em função da direção do vento. O alto-forno aparece na Suécia por volta da década de 1350, melhorando a qualidade do ferro e aumentando a capacidade de produção. A primeira lei de patentes, criada em Veneza no ano de 1447, passou a proteger os direitos dos inventores.

### Arquitetura e arte noséculo XV

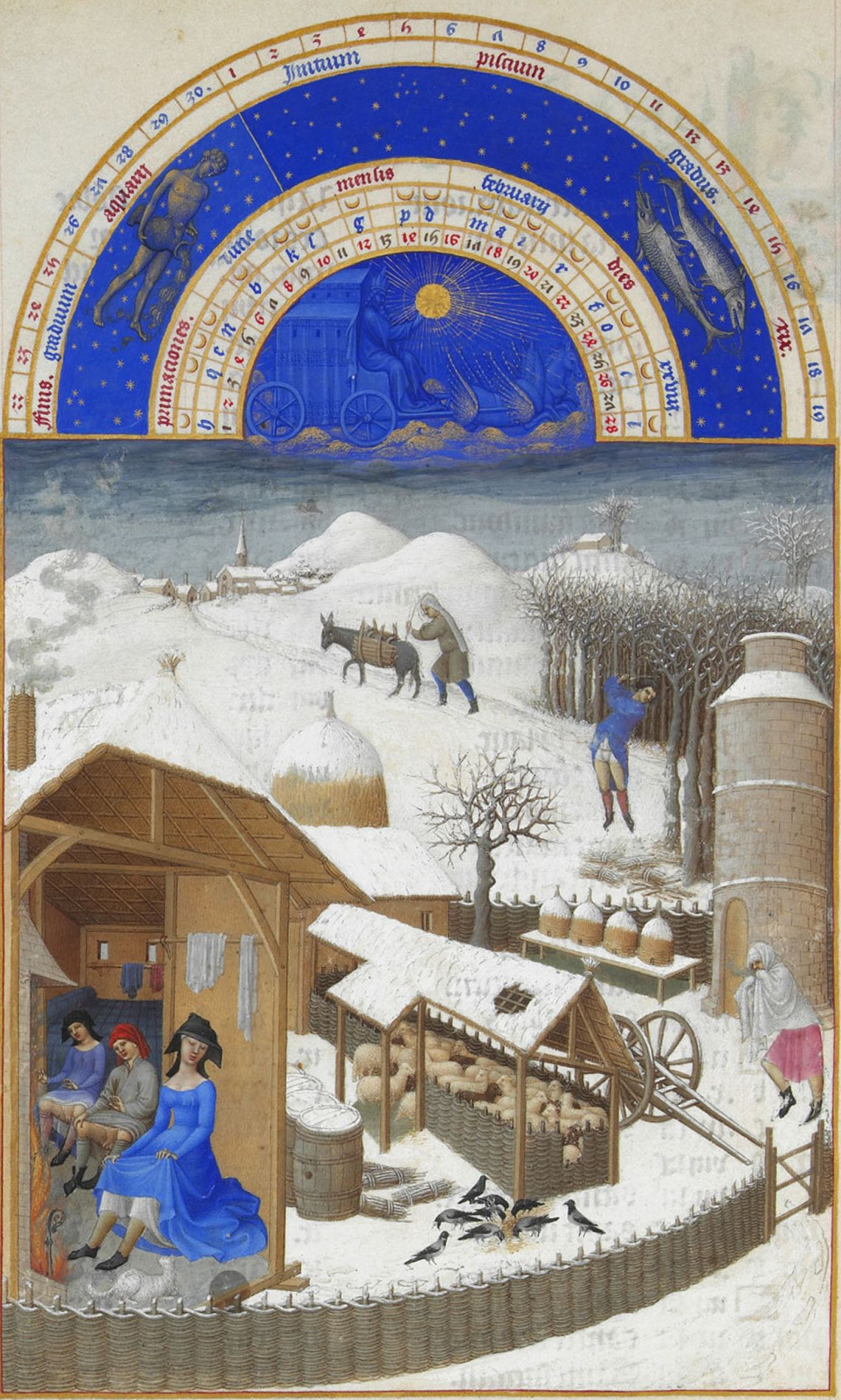
Ilustração do livro de horas Les très riches heures du duc de Berry, século XV

A arte do fim do período medieval na generalidade da Europa contrasta com a arte italiana do mesmo período. Enquanto que em Itália o contexto artístico mostrava já sinais de que se preparava o Renascimento, no norte da Europa e na Península Ibérica manteve-se o gosto e a preferência pela estética gótica praticamente até o fim do século XV, culminando na exuberância e complexidade características do gótico internacional. A encomenda de arte secular aumentou significativamente em quantidade e qualidade, muito impulsionada pelo patronato das classes mercadoras da Itália e Flandres, fazendo encomendas de retratos de si próprios em óleo e comprando imensa joalharia, cofres, arcas e majólica. Entre os objetos muito apreciados e encomendados encontrava-se também a cerâmica mourisca produzida pelos ceramistas mudéjares em Espanha. Embora entre a realeza prevalecesse o gosto por peças de prata, são poucos os exemplares que sobreviveram até aos nossos dias, como a Taça de Santa Inês. O desenvolvimento da manufatura de seda em Itália veio tornar a Europa menos dependente das importações do Império Bizantino ou do mundo islâmico. Na França e na Flandres, os conjuntos de tapeçaria como a A Dama e o Unicórnio tornar-se-iam num dos mais cobiçados objetos de luxo.
As complexas gramáticas decorativas do alto gótico, até aí visíveis sobretudo no exterior dos templos, são progressivamente adaptadas a vários elementos do interior, sobretudo em túmulos e púlpitos, como o Púlpito de Santa Andreia em Pistoia. Os retábulos pintados ou de madeira entalhada tornam-se comuns, sobretudo à medida que se começa a criar capelas laterais nas igrejas. A própria pintura flamenga dos séculos XV e XVI, através de artistas como Jan van Eyck (m. 1441) ou Rogier van der Weyden (m. 1464), rivaliza em qualidade com o próprio quattrocento italiano. Os manuscritos iluminados e os livros de temática secular, sobretudo contos, começam a ser coleccionados em larga escala pela elite no século XV. A partir de 1450 e ainda que caros, os livros impressos tornam-se extraordinariamente populares, havendo já cerca de 30 000 incunábulos impressos no ano 1500. A impressão tornou também obsoleta a iluminura, fazendo destas obras, no século XVI, um objeto com valor meramente artístico e encomendado apenas pela elite. Embora as pequenas xilogravuras, quase sempre de temas religiosos, fossem acessíveis até a camponeses, as gravuras eram mais caras e destinadas a um mercado mais abastado.

## Imagem moderna

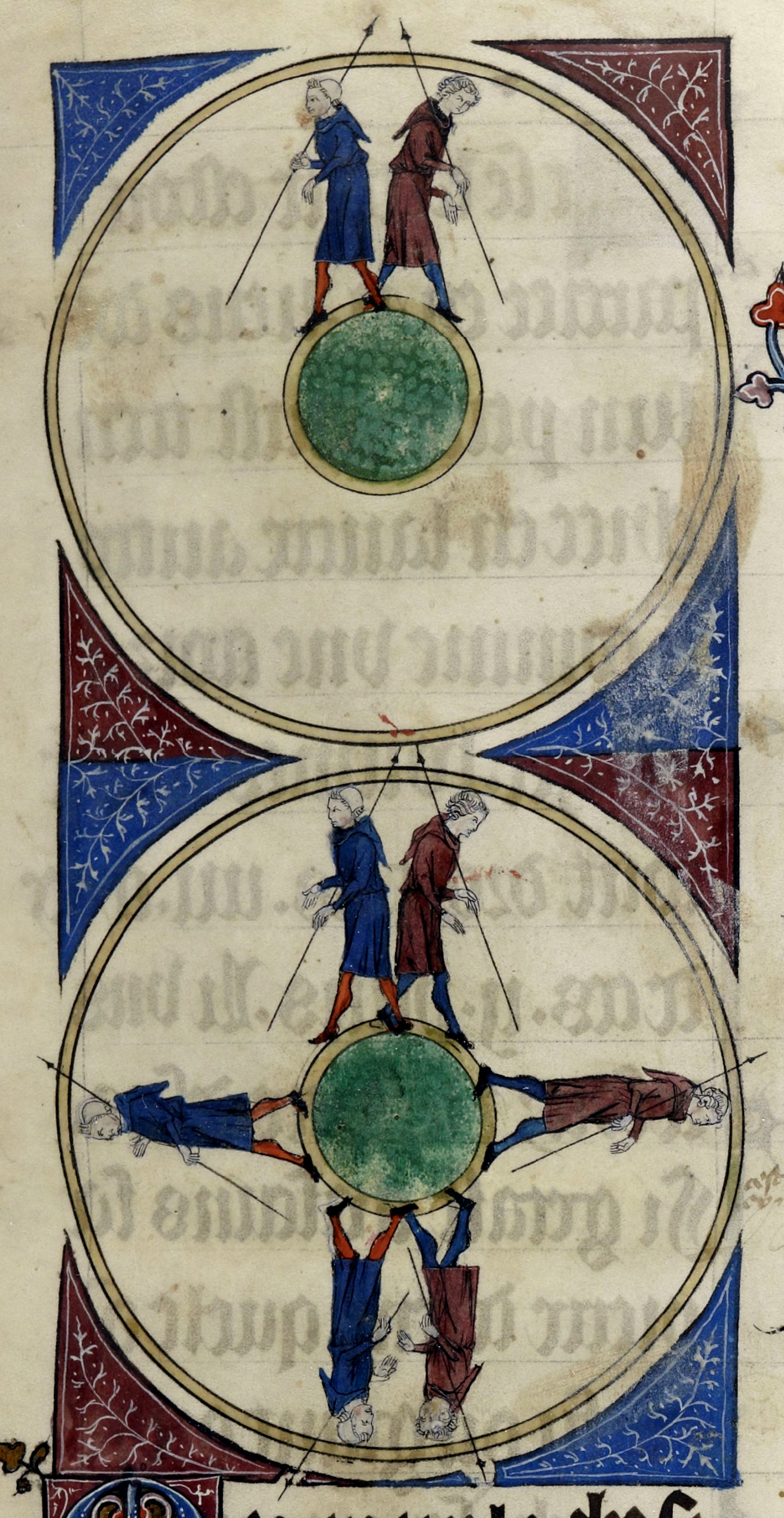
Ilustração medieval de uma terra redonda, cópia do século XIV de L'Image du monde

O período medieval é frequentemente caricaturado enquanto "tempo de ignorância e superstição", que "sobrepunha sempre os mandamentos religiosos em relação à experiência pessoal e racionalismo". Esta noção é um legado da Renascença e do Iluminismo, períodos em que os intelectuais estabeleciam sempre a comparação da sua cultura com a cultura medieval de forma preconceituosa. Os intelectuais renascentistas viam a civilização clássica como uma época de imensa cultura e civilização, e a Idade Média como um progressivo declínio dessa cultura. Por seu lado, os iluministas encaravam a razão como sendo sempre superior à fé e, por conseguinte, a Idade Média como um tempo de ignorância e superstição.
Uma corrente de pensamento defende, no entanto, que a razão e a lógica eram normalmente tidas em conta durante a Idade Média. O historiador da ciência Edward Grant, escreveu que "o facto de o raciocínio lógico ter sido expresso [no século XVIII], só pode ter sido possível devido à longa tradição medieval que definiu o uso da razão como a mais importante das atividades humanas". Também, ao contrário do que é comum acreditar-se, David Lindberg escreve que "o intelectual medieval raramente era pressionado pela força coercitiva da igreja e muito provavelmente considerava-se livre (sobretudo na ciência natural) para seguir a razão e observação até onde quer que isso os conduzisse".
A caricatura do período reflete-se também em várias crenças populares. Por exemplo, uma das especulações que começou a ser difundida durante o século XIX e que ainda é muito comum na cultura popular, é a suposição, errada, de que todas as pessoas na Idade Média acreditavam no mito da Terra plana. Na verdade, o próprio corpo das universidades medievais propunha evidências que demonstravam que a Terra seria esférica, Lindberg e Numbers afirmam mesmo que seria muito rara a existência de qualquer académico cristão medieval que não tivesse conhecimento da esfericidade da Terra ou que não soubesse até a sua circunferência aproximada. Entre outros equívocos comuns sobre o período medieval está a noção de que "a Igreja proibia as autópsias e a dissecação" ou que "o avanço do Cristianismo impediu o progresso da ciência", mitos populares que ainda são vistos como verdades históricas apesar de não serem apoiados pela historiografia contemporânea.
A Idade Média vem sendo reavaliada e em parte reabilitada há pelo menos dois séculos pelos historiadores, que têm encontrado nela uma série de aspectos inovadores e dinâmicos e vêm continuamente lançando novas luzes sobre interpretações e abordagens antes consagradas em larga escala. Porém, a opinião ainda prevalente na cultura popular a mostra como um período de barbárie, obscurantismo, superstição, intolerância, tirania, estagnação econômica, decadência moral e desorganização política, e as reiteradas tentativas dos historiadores recentes de desmistificar essa imagem têm sido pouco eficientes.
Por outro lado, desde o século XIX o período tem exercido um continuado fascínio sobre a população. Durante o Romantismo foi muito valorizado pelos intelectuais e artistas, que o viam como uma época de espiritualidade, ordem e pureza que os tempos modernos haviam perdido e que era preciso resgatar. Não por acaso a literatura se viu inundada por romances e novelas medievalistas, o tema apareceu em inúmeras pinturas, esculturas e ilustrações, e a Europa foi coberta por um vasto corpo de edifícios em estilo neogótico. Ao mesmo tempo, tradições, folclores e símbolos medievais — reais ou imaginados — foram usados como importante elemento político para a formação e consolidação de novos Estados e identidades nacionais, de narrativas étnicas e de uma historiografia nacionalista em várias regiões europeias.

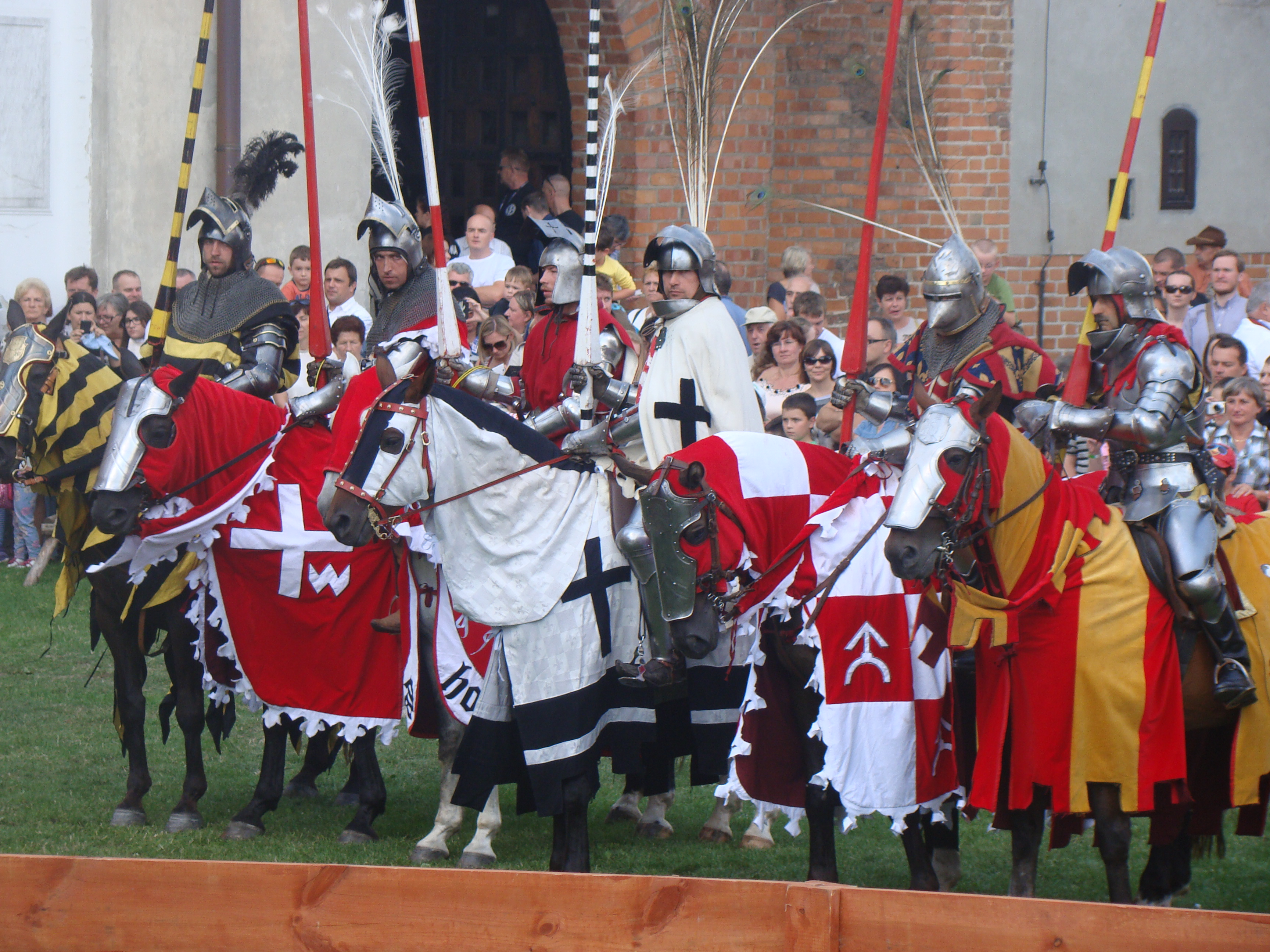
Reencenação contemporânea de um torneio medieval na Polónia.

Mais recentemente o tema continua popular, atraindo as pessoas pelo seu exotismo e sua aura de mistério. Os castelos e catedrais medievais são atrações turísticas que encantam multidões, a organização de torneios de cavalaria, festas e feiras "medievais" se multiplicam até na América, suas tradições e costumes estimulam os amantes do folclore e a busca pelas raízes numa época de perda generalizada de referências, e, para muitos a quem o tempo presente parece insatisfatório ou ameaçador, tornou-se até mesmo uma era idealizada e colorida por anseios nostálgicos de retorno a uma suposta Idade Dourada. Continua sendo um elemento significativo para a sustentação de identidades e ideologias étnicas e nacionalistas, e nos últimos anos o imaginário e valores fictícios de uma Idade Média romantizada têm sido um dos combustíveis para uma ascensão do racismo, do fundamentalismo religioso, de teorias pseudocientíficas, de teorias da conspiração, de patriotismos radicais e de correntes políticas de extrema direita. Para justificar suas pretensões, esses movimentos oferecem leituras da história medieval equivocadas, ultrapassadas ou deliberadamente falsas e distorcidas. Na síntese de Jérôme Baschet,
"É assim que uns a exaltam para melhor criticar sua própria realidade, enquanto outros a denigrem para melhor valorizar os progressos do seu tempo. [...] A Idade Média não é nem o buraco negro da história ocidental nem o paraíso perdido. É preciso renunciar ao mito tenebroso tanto quanto ao conto de fadas. [...] Uma vez que ela constitui uma época manchada por um preconceito infamante excepcionalmente vigoroso, a Idade Média convida, com particular acuidade, a uma reflexão sobre a construção social do passado e sobre a função presente da representação do passado. [...] A ideia de um milênio de obscurantismo corresponde a interesses precisos: a propaganda dos humanistas, de início, e, mais tarde, o elã revolucionário dos pensadores burgueses ocupados em solapar os fundamentos de um regime antigo, do qual a Idade Média era a quintessência. [...] Em todo caso, o alhures ou o antes bárbaro são decisivos para constituir, por contraste, a imagem de um aqui e agora civilizado".

## Leitura complementar
- Eastwood, Bruce (2007). Ordering the Heavens: Roman Astronomy and Cosmology in the Carolingian Renaissance. Col: History of Science and Medicine Library. Boston, MA: Brill. ISBN 9789004161863
- Holmes, George (1988). The Oxford History of Medieval Europe. Oxford: Oxford University Press. ISBN 0-19-285272-8
- Peters, Ted (2005). «Science and Religion». In:  Thomson Gale. Encyclopedia of Religion 2 ed. [S.l.: s.n.] 8182 páginas
- Saul, Nigel (2000). A Companion to Medieval England 1066–1485. Stroud: Tempus. ISBN 0-7524-2969-8